# احتجاجات مصر 2012-2013
الاحتجاجات المصرية 2012-2013 كانت جزءًا من انتفاضة شعبية واسعة النطاق في مصر ضد الرئيس محمد مرسي. في 22 نوفمبر 2012 بدأ ملايين المحتجين في الاحتجاج ضد مرسي  بعد أن أعلنت حكومته إعلانًا دستوريًا مؤقتًا منح الرئيس في الواقع صلاحيات غير محدودة. اعتبر مرسي المرسوم الضروري لحماية الجمعية التأسيسية المنتخبة من حل مخطط من قبل قضاة معينين في عهد مبارك.
نظمت المظاهرات من قبل منظمات وأفراد من المعارضة المصرية لا سيما الليبراليين واليساريين والعلمانيين والمسيحيين. أسفرت المظاهرات عن اشتباكات عنيفة بين مؤيدي مرسي والمتظاهرين المناهضين لمرسي مع سقوط عشرات القتلى ومئات الإصابات. تجمع المتظاهرون خارج القصر الرئاسي والذي بدوره كان محاطًا بالدبابات والعربات المدرعة التابعة للحرس الجمهوري. المتظاهرون المناهضون لمرسي في القاهرة كانوا يقدروا بنحو 200,000 بينما تجمع أكثر من 100000 من مؤيدي مرسي في القاهرة لإظهار الدعم. استقال عدد من مستشاري مرسي احتجاجًا، وتحدث العديد من القضاة ضد تصرفاته أيضًا. تم تقديم استقالات من قبل مدير البث الحكومي رفيق حبيب (نائب الرئيس المسيحي لحزب الحرية والعدالة لجماعة الإخوان المسلمين)، وزغلول البلشي (الأمين العام للجنة المشرفة على الاستفتاء الدستوري المزمع). استقال سبعة أعضاء من لجنة مرسي الاستشارية المكونة من 17 عضوًا في ديسمبر 2012.
في 8 ديسمبر 2012 ألغى مرسي مرسومه المؤقت الذي وسع سلطته الرئاسية وأزال المراجعة القضائية لمراسيمه على حد قول مسؤول إسلامي لكنه أضاف أن نتائج الإعلان المؤقت ستظل قائمة.
في 22 ديسمبر تمت الموافقة على الدستور المدعوم من مرسي في استفتاء وطني من قبل 64 ٪ من الناخبين مع 33 ٪ من الناخبين التصويت. ادعت المعارضة أنه تم الاحتيال في هذه الاجراءات ودعت إلى إجراء تحقيق.
قبل الاحتجاجات المناهضة للحكومة في مصر تجمع أنصار مرسي في رابعة العدوية للاحتفال بالذكرى السنوية الأولى لتولي مرسي الحكم.
ومع ذلك في 30 حزيران 2013 في الذكرى الأولى لانتخاب مرسي تجمع الآلاف من المعارضين لمرسي واحتشدت في ميدان التحرير وخارج القصر الرئاسي الرئيسي في مصر الجديدة تطالب باستقالة مرسي. تم الإبلاغ عن مظاهرات أيضًا في 18 موقعًا في جميع أنحاء القاهرة  وفي أماكن أخرى مختلفة في جميع أنحاء البلاد بما في ذلك الإسكندرية والمحلة والمدن في منطقة قناة السويس. دعمت العديد من المنظمات السياسية المظاهرات بما في ذلك حركة تمرد التي شكلها أعضاء الحركة المصرية من أجل التغيير والتي زعمت أنها جمعت 22 مليون توقيع تدعو إلى استقالة مرسي.
في 3 يوليو 2013 أصدرت القوات المسلحة المصرية بيانًا أعلنت فيه انتهاء رئاسة مرسي بعد مهلة مدتها 48 ساعة طالبت فيها مرسي «بالاستجابة لمطالب الشعب». في نفس البيان أعلن الجيش أن الدستور قد تم تعليقه بسبب التعديلات وأنه سيتم إجراء انتخابات جديدة في المستقبل. أصبح رئيس المحكمة الدستورية عدلي منصور رئيسًا لمصر في الفترة الانتقالية.
احتجاجًا على الإطاحة بمرسي،  نظم أنصاره مظاهرات كبيرة في حي رابعة العدوية مدينة نصر بالقاهرة وفي الإسكندرية والأقصر ودمنهور والسويس.
في ما اعتبرته جماعة الإخوان المسلمين وأنصارها «مجزرة»،  قُتل العشرات خلال المصادمات بين مؤيدي مرسي والجنود المصريين. في كثير من الحالات أنكرت القوات المسلحة إطلاق النار على المتظاهرين بالذخيرة الحية على عكس مزاعم جماعة الإخوان المسلمين ومؤيديها والعديد من وسائل الإعلام الغربية.

## خلفية تاريخية
في 22 نوفمبر 2012 أصدر مرسي إعلانًا دستوريًا يهدف إلى حماية الجمعية التأسيسية في مصر من التدخل القضائي. وذكر الإعلان أنه لا يطبق إلا حتى يتم التصديق على دستور جديد. يتطلب الإعلان أيضًا محاكمات جديدة للأشخاص الذين برئوا من قتل المتظاهرين في عهد مبارك ومدد ولاية الجمعية التأسيسية لمدة شهرين. بالإضافة إلى ذلك أذن الإعلان مرسي باتخاذ جميع التدابير اللازمة لتحقيق هذه الغايات.
في الواقع حصن الإعلان جميع الإعلانات الدستورية والقوانين والمراسيم الصادرة منذ تولي مرسي السلطة من الطعن من قبل أي فرد أو هيئة سياسية أو حكومية. اندلعت مظاهرات مؤيدة ومعارضة لمرسي في جميع أنحاء مصر بعد إصدار الإعلان.

## الجدول الزمني
في 8 يوليو أصدر محمد مرسي قرارًا بإعادة جلسة البرلمان المنحل إلى 10 يوليو 2012. ودعا مرسوم مرسي أيضًا إلى إجراء انتخابات برلمانية جديدة في غضون 60 يومًا من اعتماد دستور جديد للبلاد والذي كان متوقعًا مبدئيًا. في أواخر عام 2012. تم تشكيل جمعية دستورية اختارها البرلمان السابق وبدأت في صياغة الدستور. عقد المجلس الأعلى للقوات المسلحة اجتماعًا طارئًا استجابةً لهذا المرسوم لكنه رفع الجلسة دون إصدار إعلان.
في 9 يوليو تم رفض أمر الرئيس المصري محمد مرسي بإعادة عقد البرلمان من قبل المحكمة الدستورية العليا في مصر التي قالت بعد اجتماعها في 9 يوليو 2012 إن جميع أحكامها وقراراتها بما في ذلك حكمها بأن جزءاً من الانتخابات للبرلمان كان غير دستوري والذي أدى إلى العودة إلى حل المجلس من قبل المجلس الأعلى للقوات المسلحة نهائية وغير قابلة للطعن وملزمة لجميع مؤسسات الدولة. أكدت المحكمة بحكمها أن مرسي ليس له الحق في عقد البرلمان بعد أن أمرت المحكمة بحله في يونيو 2012. على الرغم من أن الجمعية التأسيسية المكلفة بصياغة الدستور الجديد في مصر كانت تعمل بعد أن تم اختيارها من قبل البرلمان المنحل أعطى المجلس الأعلى للقوات المسلحة نفسه سلطة اختيار جمعية جديدة إذا واجهت المجموعة الحالية أي مشاكل وفقًا لقناة الجزيرة. في بيانه الصادر في 9 يوليو / تموز قال المجلس العسكري إن إعلانه الدستوري الذي أعطاه صلاحيات واسعة «جاء نتيجة للظروف السياسية والقانونية والدستورية التي كانت البلاد تواجهها» وأضاف أن الإعلان «يضمن استمرارية الدولة المؤسسات والمجلس العسكري حتى يتم صياغة دستور جديد». وقال الجيش إنه «واثق» من أن جميع مؤسسات الدولة ستحترم الإعلانات الدستورية.
في 10 يوليو انعقد البرلمان المصري على الرغم من الحل ولكن تم تأجيل الجلسة من قبل رئيس البرلمان المنحل سعد الكتاتني بعد أن وافق أعضاء البرلمان على اقتراح كاتاتني بأن يطلب البرلمان المشورة القانونية من محكمة النقض بشأن كيفية تنفيذ حكم المحكمة العليا. تجمع الآلاف في القاهرة احتجاجًا على قرار المحكمة الدستورية العليا في مصر بتجميد المرسوم الذي أصدره الرئيس محمد مرسي لإعادة البرلمان الذي يقوده الإسلاميون. بينما قضت المحكمة الدستورية العليا بأن مرسي لم يكن له الحق في إعادة تشكيل الهيئة،  كما هدد الرئيس الجديد بما يعادل الاحتقار المحكمة إذا واصل رفض قراراته. طلب البرلمان من محكمة النقض في مصر إلغاء أساس قرار المحكمة الدستورية العليا الذي ينص على أنه يجب حل البرلمان بالكامل على الفور بسبب وجود عيوب في النظام الانتخابي تستخدم لملء ثلث المقاعد. المحكمة الإدارية (التي تتمثل مهمتها في مراجعة الإجراءات التنفيذية)، إلى جانب المحكمة الدستورية العليا (التي تتمثل مهمتها في مراجعة القوانين) ومحكمة النقض (التي تتمثل مهمتها في النظر في دعاوى الاستئناف في الأحكام الصادرة عن المحاكم الأدنى درجة) كانت المحاكم في مصر تدرس هذا السؤال قائلةً إنها ستصدر حكمها الخاص في 17 يوليو.
في 11 يوليو أعلن الرئيس المصري محمد مرسي أنه سيسعى للحوار مع القوى السياسية والسلطات القضائية لحل الخلاف حول البرلمان المنحل. وقال أيضًا إنه سيحترم قرار المحكمة الدستورية العليا في مصر الذي أعاق قراره بإعادة البرلمان في البلاد إلى الجلسة.
في 14 يوليو رفضت محكمة النقض طلب البرلمان بدراسة حكم المحكمة الدستورية العليا في مصر الذي يحل الجمعية التي يقودها الإسلاميون. قضت محكمة الاستئناف العليا في مصر بالإجماع في 14 يوليو 2012 بعدم اختصاصها بتنفيذ حكم المحكمة الدستورية الصادر في 14 يونيو 2012.
في 16 يوليو بدأ أكثر من 20000 عامل في أكبر شركة لتصنيع المنسوجات في مصر والتي شهدت إضرابات كبيرة في عامي 2006 و2008 أول يوم من الإضرابات مطالبين بزيادة الأجور والمزيد من الاستثمارات الحكومية في قطاعهم.
في 19 يوليو أوقفت محكمة القضاء الإداري التابعة لمجلس الدولة جميع الطعون المقدمة ضد تشكيل الجمعية التأسيسية، المكلفة بصياغة دستور جديد، حتى قررت المحكمة في 30 يوليو 2012 بشأن دعاوى تدعو إلى تغيير القاضي الذي يرأس الجلسة على القضية. كما كانت المحكمة تنظر في قضية مرفوعة ضد المرسوم الدستوري التكميلي الصادر عن المجلس الأعلى للقوات المسلحة قبل أيام من تنصيب الرئيس محمد مرسي، وقضية أخرى ضد قرار الرئيس بإعادة مجلس الشعب، مجلس النواب بالبرلمان الذي حله المجلس الأعلى للقوات المسلحة بعد قضت المحكمة الدستورية العليا بأن قانون الانتخابات البرلمانية غير دستوري. قضت المحكمة بعدم وجود اختصاص في كلتا الحالتين وأحالت الأخير إلى المحكمة الدستورية العليا. أمر الرئيس المصري محمد مرسي بالإفراج عن 572 شخصًا احتجزهم الجيش المصري في احتجاجات عام 2011، وخفض عقوبة الإعدام على 16 آخرين إلى السجن لمدة سبع سنوات.
في 30 يوليو قضت محكمة القضاء الإداري التابعة لمجلس الدولة في 30 يوليو بتأجيل القضية التي تدعو إلى حل الجمعية التأسيسية حتى 24 سبتمبر، مما أعطى الجمعية وقتًا كافيًا لاستكمال صياغة الدستور المصري الجديد.

### أغسطس 2012
في 2 أغسطس أدت أول حكومة برئاسة محمد مرسي برئاسة رئيس الوزراء هشام قنديل اليمين الدستورية.
في 5 أغسطس ، وقع هجوم رفح (أغسطس 2012) على الحدودي بين مصر وإسرائيل. بعد هذا الحدث قام الرئيس المصري مرسي بفصل رئيس مخابراته ورئيس الشرطة العسكرية والعديد من مسؤولي وزارة الداخلية ورئيس الحرس الرئاسي وحاكم شمال سيناء  تعهد الرئيس خلال رحلة إلى المنطقة الحدودية فيما يتعلق بضحايا الهجوم. «لن نستريح أبدًا حتى ننتقم ونعيد العدالة إلى القتلى».
في 8 أغسطس في أعقاب الهجوم على الحدود المصرية الإسرائيلية عام 2012 شنت القوات المصرية غارات جوية على مواقع للمسلحين ردًا على سلسلة من الهجمات على أيدي مسلحين ملثمين على نقاط التفتيش العسكرية كجزء من عملية أوسع نطاقًا ضد المنظمات الإسلامية المتشددة في شبه جزيرة سيناء.
في 12 أغسطس طلب مرسي من محمد حسين طنطاوي قائد القوات المسلحة وسامي عنان رئيس أركان الجيش الاستقالة  وتولى مرسي السلطات التشريعية. أعلن المتحدث باسم مرسي ياسر علي أن كلاً من طنطاوي وأنان سيظلان مستشارين للرئيس. تم الاحتفاظ طنطاوي وعنان كمستشارين خاصين للرئيس مع أدوار لم يكشف عنها  وحصلوا على أعلى وسام شرف في مصر (قلادة النيل العظمى). عين مرسي عبد الفتاح السيسي الذي كان يشغل منصب مدير الاستخبارات العسكرية حتى عام 2014 كوزير للدفاع المصري الجديد. كما استبدل رئيس الأركان المصري ال فريقسامي حافظ عنان بالفريقصدقي صبحي. عُين اللواء محمد العصار عضو المجلس الأعلى للقوات المسلحة مساعدًا وزير الدفاع. كما أقال مرسي قادة البحرية والقوات الجوية وفرع الدفاع الجوي للقوات المسلحة المصرية. على وجه التحديد الفريق مهاب مميش قائد البحرية المصرية والفريق عبد العزيز سيف الدين قائد قوات الدفاع الجوي المصرية وتم إقالة الفريق رضا محمود حافظ، قائد سلاح الجو المصري من الخدمة وانتقل إلى الأدوار المدنية. قال مرسي إن قراراته لم تكن تهدف إلى الإساءة للجيش. «لم أكن أقصد أبدًا استعداء أي شخص»، قال مرسي. «نذهب إلى آفاق جديدة، مع أجيال جديدة، بدماء جديدة طال انتظارها». «أريد للقوات المسلحة أن تكرس نفسها لمهمة مقدسة لنا جميعًا، وهي حماية الأمة»، قال في خطاب متلفز  «القرارات التي اتخذتها اليوم لم تكن تهدف أبدًا لاستهداف أشخاص معينين، ولم أكن أنوي إحراج المؤسسات، ولم يكن هدفي هو تضييق الحريات»، على حد قوله. «لم أقصد إرسال رسالة سلبية عن أي شخص، لكن هدفي كان هو الاستفادة من هذه الأمة وشعبها.»  أعلن مرسي أيضًا أن التعديلات الدستورية التي أقرها المجلس الأعلى للقوات المسلحة والتي تراجعت عن سلطة مكتبه، واستبدلت بها بإعلانه الخاص، الذي أعطاه تشريعيًا وتنفيذيًا واسعًا صلاحيات ودور حاسم في صياغة الدستور المصري الجديد الذي لم ينته بعد. بالإضافة إلى ذلك، عين مرسي قاضيًا كبيرًا ومفضلًا لجماعة الإخوان المسلمين هو محمود مكي نائباً للرئيس. كان المرسوم الدستوري الجديد الذي أصدره مرسي يتكون من أربع مواد فقط. بين الصلاحيات التي افترضها مرسي كانت سلطة اختيار لجنة جديدة لكتابة دستور مصر، إذا كان بإمكان اللجنة الحالية الانتهاء من عملها، والصلاحية الكاملة لتأليف التشريعات والموافقة عليها وإصدارها. يمثل هذا «اكتمال الثورة المصرية»، كما صرح متحدث باسم مجهول وفقا لصحيفة جيروزاليم بوست. وصفت صحيفة نيويورك تايمز هذه الخطوة بأنها «ثورة» و «تطهير مذهل»، بالنظر إلى القوة التي اتخذها المجلس الأعلى للقوات المسلحة بعد سقوط مبارك. أدت تحركات مرسي إلى دعم واحتجاجه على قراراته في 12 أغسطس،  بينما شكك خبراء قانونيون في شرعية التغييرات الدستورية لمورسي  وظهرت تقارير متضاربة من المسؤولين العسكريين حول ما إذا كان مرسي يتشاور مع القوات المسلحة فيما يتعلق بقراره التقاعد عن طنطاوي وعنان. وصفتها الجزيرة بأنها «تصعيد الصراع على السلطة» بين الرئيس والجيش.
في 14 أغسطس 2012 قدم محمد سالم وهو محام مصري طعناً قانونياً في إقالة مرسي من طنطاوي وعنان بحجة أن مرسي يعتزم إعادة النظام الشمولي.
في 23 أغسطس أصدر الرئيس المصري محمد مرسي قانونًا جديدًا يلغي ممارسة حقبة مبارك المتمثلة في احتجاز الصحفيين مؤقتًا لما يسمى «جرائم النشر»، بما في ذلك تهمة «الإساءة إلى رئيس الجمهورية». مع هذا القانون حظر مرسي الاحتجاز السابق للمحاكمة للأشخاص المتهمين بارتكاب جرائم صحفية. أعطى الإعلان الدستوري الصادر عن مرسي في وقت سابق من أغسطس 2012 الرئيس صلاحيات تشريعية كاملة والتي سيتولى أمرها حتى انتخاب برلمان جديد.

### سبتمبر 2012
في 8 سبتمبر أجلت المحكمة الإدارية لمجلس الدولة قرارها بشأن دستورية الجمعية التأسيسية في مصر حتى 2 أكتوبر 2012.
في 11 سبتمبر / أيلول، نظم وسام عبد الوارث، وهو زعيم سلفي ورئيس قناة «الحكمة» التلفزيونية في مصر، احتجاجًا في الخامس من سبتمبر / أيلول.   مساءً أمام سفارة الولايات المتحدة، للاحتجاج على فيلم ظن أنه يحمل اسم محاكمة محمد ، والتي تسمى فعلاً براءة المسلمين. بعد بدء عرض الفيلم، دعا نادر بكار ، الناطق باسم حزب نور السلفي المصري، ومحمد الظواهري، شقيق زعيم القاعدة أيمن الظواهري، المصريين إلى التجمع في الخارج السفارة الأمريكية. استجاب حوالي 3000 متظاهر، كثير منهم من الحركة السلفية المتطرفة، لدعوته. أفادت الأنباء أن عشرة رجال قاموا بتجميع جدران السفارة، وبعد ذلك قام أحدهم بتمزيق علم الولايات المتحدة الأمريكية واستبدله بعلم إسلامي أسود بنقش الشهادة : «لا إله إلا الله ومحمد رسول الله». كما كتب بعض المتظاهرين «لا إله إلا الله» على جدران المجمع. وفقًا لشيرين تادروس من الجزيرة ، طالب المحتجون بإخراج الفيلم «من التداول» وبقاء بعض المحتجين في الموقع حتى يحدث ذلك. الآلاف من شرطة مكافحة الشغب المصرية كانوا في السفارة بعد خرق الجدران؛ في النهاية أقنعوا المتسللين بمغادرة المجمع دون استخدام القوة. بعد ذلك، بقي بضع مئات فقط من المحتجين خارج المجمع. أثناء دخول السفارة إلى الولايات المتحدة، لم يُسمح لمشاة البحرية الأمريكية بحمل الذخيرة الحية من قبل وزارة الخارجية. قال رئيس الوزراء المصري هشام قنديل إن «عددًا» من المتظاهرين اعترفوا لاحقًا بالحصول على أموال للمشاركة.
في 14 سبتمبر، في بلدة شيخ زويد في شبه جزيرة سيناء اقتحم المتظاهرون مجمعا للقوة المتعددة الجنسيات والمراقبين التي تهدف إلى مراقبة معاهدة السلام بين مصر وإسرائيل. فتحت قوة حفظ السلام النار على المحتجين. وأصيب اثنان من قوات حفظ السلام.
في 22 سبتمبر، أيدت المحكمة الإدارية العليا في مصر قرارًا سابقًا للمحكمة الدستورية العليا، والذي أمر بحل مجلس النواب في البرلمان المصري (مجلس الشعب) بناءً على عدم دستورية بعض قانون الانتخابات البرلمانية. قالت المحكمة الإدارية إنه بما أن القوانين الانتخابية التي تم انتخاب مجلس الشعب فيها غير دستورية، فإن التكوين الكامل للمجلس غير صالح.
في 23 سبتمبر، أصدرت المحكمة الإدارية العليا في مصر حكمًا يدعم حق الأعضاء السابقين في الحزب الوطني الديمقراطي المنهك الآن، والذي تم حله رسميًا من قبل محكمة إدارية في أبريل 2011، الحزب الوطني الديمقراطي لخوض الانتخابات البرلمانية.

### أكتوبر 2012
في 1 أكتوبر، بدأ الأطباء المصريون إضرابًا جزئيًا استمر لأسابيع.
في 2 أكتوبر، أجلت المحكمة الإدارية لمجلس الدولة قرارها بشأن دستورية الجمعية التأسيسية في مصر حتى 9 أكتوبر 2012.
في 8 أكتوبر / تشرين الأول، أمر الرئيس المصري مرسي بالعفو عن جميع الأشخاص الذين أدانتهم بالفعل والذين ما زالوا قيد التحقيق أو الذين كانوا يحاكمون على أفعال «ارتكبوا بهدف دعم الثورة وتحقيق أهدافها». تضمن المرسوم الجنايات والجنح التي ارتكبت لدعم الانتفاضة لتحقيق أهدافها من 25 يناير 2011 حتى 30 يونيو 2012 باستثناء جرائم القتل من الدرجة الأولى. التزمت المدعي العام والنائب العام العسكري. كان على كل واحد في مجاله نشر قائمة لمن يُمنح العفو في الجريدة الرسمية. يمكن للأشخاص الذين فاتتهم تقديم شكوى في غضون شهر من تاريخ النشر، وسيتم تشكيل لجنة أو أكثر للنظر في الشكاوى تحت رئاسة رئيس محكمة التوقف في غضون ثلاثين يومًا من تاريخ تقديم الشكاوى.
في 9 أكتوبر، أجلت المحكمة الإدارية لمجلس الدولة قرارها بشأن دستورية الجمعية التأسيسية في مصر حتى 16 أكتوبر 2012 من أجل مراجعة المزيد من الوثائق.
في 10 أكتوبر، فشل المدعي العام المصري عبد المجيد محمود في إدانة أكثر من عشرين من حلفاء مبارك بتهمة تنظيم هجوم من قبل البلطجية على المتظاهرين الذين أطاحوا بمبارك. تم تركيب بعض البلطجية، وأصبحت المشاجرة المعروفة باسم 2 فبراير 2011 معركة الإبل حيث قام الرجال بركوب الخيول والإبل في حشود في ميدان التحرير بالقاهرة، مما أدى إلى اشتباكات دامت يومين وانتهت بقتل ما يقرب من عشرة أشخاص. . دعت الجماعات الناشطة والأحزاب السياسية إلى احتجاج على مستوى البلاد في 12 أكتوبر 2011 بعد أن برأت المحكمة جميع الأشخاص الأربعة والعشرين المتهمين بالتورط في معركة الإبل.
في 11 أكتوبر / تشرين الأول، على الرغم من أن القانون المصري يحمي المدعي العام من الإطاحة به من قبل الرئيس، أمر الرئيس مرسي المدعي العام المصري عبد المجيد محمود بترك منصبه لنزع فتيل الغضب العام من عمليات تبرئة في قضية معركة الإبل. محمود، ومع ذلك، رفض التنحي ويصبح سفير مصر في الفاتيكان.
في 12 أكتوبر، اشتبك نقاد وأنصار الرئيس مرسي في ميدان التحرير في القاهرة خلال مظاهرة، حيث اندلع النشطاء الليبراليون والعلمانيون مع غضب متهمين جماعة الإخوان المسلمين بمحاولة السيطرة على البلاد. صعد المسيرة التوترات في الأمة حول اتجاهها السياسي وفشلها في تقديم الموالين للحكومة السابقة إلى العدالة بسبب تصرفاتهم خلال معركة الإبل  اندلعت المصادمات بين اثنين مسابقات متنافسة في التحرير. كان أحد النشطاء الليبراليين والعلمانيين ينتقد فشل مرسي في تحقيق الوعود التي قطعها لمدة 100 يوم في السلطة والمطالبة بتنوع أكبر في اللجنة المكلفة بكتابة الدستور المصري الجديد، أما الآخر فقد دعا إليه جماعة الإخوان المسلمين في مرسي تدعو إلى إصلاحات قضائية ودعم الخطوة التي اتخذها مرسي في 11 أكتوبر 2012 لإقالة المدعي العام. واتهم المعسكر العلماني جماعة الإخوان المسلمين بعقد التجمع «لاختطاف» الميدان من احتجاجهم ضد مرسي. اندلع العنف عندما اقتحم أنصار مرسي مرحلة أقامها المعسكر المنافس، أغضبهم هتافات اعتبروها إهانات للرئيس.
في 13 أكتوبر، تراجع مرسي في 13 أكتوبر 2012 عن قراره بإقالة المدعي العام الأعلى عبد المجيد محمود، وأبقاه في منصبه وتجنب الصدام المحتمل مع السلطة القضائية القوية في البلاد. تصاعدت المواجهة التي استمرت يومين بين مرسي والمدعي العام محمود برد فعل عنيف من جانب مجموعة قوية من القضاة الذين قالوا إن تحرك مرسي قد انتهك سلطتهم واستقلال القضاء. صرح نائب الرئيس المصري محمود مكي للصحفيين بعد اجتماعه مع المدعي العام بأن الرئيس وافق على تعليق قرار تعيين محمود مصر سفيراً لدى الفاتيكان بناءً على طلب من مجلس القضاء الأعلى في البلاد. وقال مكي إن الرئاسة أعلنت قرار تعيين محمود مصر سفيرا لدى الفاتيكان بعد أن أدرك في البداية أن محمود وافق على التنحي ليصبح المدعي العام. بعد لقائه بمرسي ومستشاريه، أخبر محمود وكالة أسوشيتيد برس أنه تم حل «سوء فهم».
في 16 أكتوبر، أجلت المحكمة الإدارية لمجلس الدولة قرارها بشأن دستورية الجمعية التأسيسية في مصر حتى 23 أكتوبر 2012.
في 23 أكتوبر، أحالت المحكمة الإدارية العليا في مصر القانون الذي ينظم الجمعية التأسيسية إلى المحكمة الدستورية العليا، وعلقت بالتالي النظر في الدعاوى القضائية التي سعت إلى حل الجمعية المكلفة بصياغة الدستور الجديد. طالب المدعون من 48 دعوى قضائية بحل الجمعية التأسيسية بدعوى أن الجمعية لم تمثل بشكل متناسب مختلف القطاعات الاجتماعية، وانتهكت الدستور المؤقت من خلال ضم النواب كأعضاء. وبشكل أكثر تحديداً، أحالت المحكمة الإدارية القانون 79/2012، الذي منح الجمعية الحصانة من الحل، إلى المحكمة الدستورية العليا، التي ستصدر حكمها في القانون بناءً على الإعلان الدستوري الذي حكم البلاد منذ سقوط الحكم السابق. الرئيس مبارك. وكان البرلمان قد وافق على القانون في نفس اليوم الذي تشكل فيه قبل يومين من حل البرلمان. ومع ذلك، رفض المجلس الأعلى للقوات المسلحة إصدار القانون. بعد صدور قرار بعودة مجلس الشعب، وافق الرئيس مرسي على القانون المعطل لمنع حل الجمعية التأسيسية. القاضي نزيه تانغو من المحكمة الإدارية العليا بإحالة القضية إلى المحكمة الدستورية للنظر في القانون الذي منح الهيئة الدستورية الحصانة القانونية، وهو بند قال إنه يحتاج إلى التدقيق لأنه لا ينبغي لأحد أن يكون فوق الإشراف القانوني. وقال «القانون يهدف إلى منع المحكمة الإدارية العليا من النظر في الطعون ... ضد اللجنة.»  محامي جماعة الإخوان المسلمين عبد المنعم عبد المقصود أن المحكمة الدستورية العليا تحتاج إلى شهرين على الأقل للحكم في القضية، مستشهداً بالقانون الذي يلزمها بالنظر في القضايا بعد مرور 45 يومًا على إحالتها.

### نوفمبر 2012
في وقت ما بين 18 و 21 نوفمبر انسحبت الأحزاب العلمانية من الجمعية التأسيسية الدستورية لأنهم اعتقدوا أنها ستفرض ممارسات إسلامية صارمة، في حين أيد أعضاء جماعة الإخوان المسلمين مرسي ورفضوا هذه المزاعم. اشتبك المتظاهرون مع الشرطة في شارع محمد محمود بالقاهرة  بسبب بطء التغيير في مصر،  بعد أن عاد الآلاف من المتظاهرين إلى الشوارع حول ميدان التحرير للمطالبة بالسياسة الإصلاحات ومحاكمة المسؤولين الذين يُتهم باللائمة في قتل المتظاهرين وكذلك الاحتجاج على مرسي والتأثير المتزايد للإخوان المسلمين. الاحتجاجات التي أقيمت للاحتفال بأربعة أيام من القتال في الشوارع بين المتظاهرين وقوات الأمن في نوفمبر 2011 قد تحولت بالفعل إلى عنف في 19 نوفمبر 2012.
في 22 نوفمبر أصدر مرسي إعلانًا دستوريًا  وعزل المدعي العام المصري عبد المجيد محمود الذي حل محله طلعت إبراهيم عبد الله. تسبب هذا في خلاف بين القضاة المصريين وإدانة من مختلف المنظمات. كان قراره «هجومًا غير مسبوق على استقلال القضاء» من قبل المجلس الأعلى للقضاء. وقال مرسي إن القرار صدر لمنع المحاكم من حل الجمعية الدستورية. نظمت ثلاثة احتجاجات خارج مبنى المحكمة. دعا محمد البرادعي، دبلوماسي سابق بالأمم المتحدة، إلى سحب المرسوم. حين انتقد المعارضون مرسي الإعلان على الفور، دافع أنصاره عن خطوة مرسي. تضمن إعلان مرسي ما يلي:
- سيتم إعادة إجراء جميع التحقيقات في مقتل المتظاهرين أو استخدام العنف ضدهم؛ ستتم إعادة محاكمة المتهمين. مع الإعلان، تم إنشاء هيئة قضائية جديدة «لحماية الثورة» لتنفيذ المحاكمات بسرعة، لكن المرسوم لن يؤدي إلى إعادة محاكمة العشرات من ضباط الشرطة من المستوى الأدنى الذين تمت تبرئتهم أو تلقيهم أحكام مع وقف التنفيذ في المحاكمات لقتل المتظاهرين - الأحكام التي أثارت غضب الكثير من المصريين. ومن شأن هذا الاستبعاد أن يضمن مرسي ولاء قوة الشرطة القوية والمكرهة.[1]
- لا يمكن استئناف أو إلغاء جميع الإعلانات الدستورية والقوانين والمراسيم الصادرة منذ تولي السيد مرسي السلطة أو إلغاؤها من قبل أي فرد أو هيئة سياسية أو حكومية
- يعين الرئيس المدعي العام لمدة أربع سنوات، ويجب ألا يقل عمره عن 40 عامًا
- تم تمديد الجدول الزمني للجمعية التأسيسية لصياغة الدستور الجديد لمدة شهرين.
- لا يمكن لأي سلطة قضائية حل الجمعية التأسيسية أو مجلس الشيوخ في البرلمان (مجلس الشورى)
- أذن للرئيس باتخاذ أي تدابير يراها مناسبة من أجل الحفاظ على الثورة، والحفاظ على الوحدة الوطنية أو حماية الأمن القومي

في 23 نوفمبر اندلعت الاحتجاجات في القاهرة ومدينة الإسكندرية الساحلية وأماكن أخرى في جميع أنحاء مصر، حيث اشتبك معارضو مرسي مع مؤيديه بسبب إعلانه الصادر في 22 نوفمبر. قام المتظاهرون بإحراق مكاتب الحزب الإسلامي الحاكم في مصر، حزب الحرية والعدالة لجماعة الإخوان المسلمين، في السويس والإسكندرية ومدن أخرى. عصام العريان، القيادي البارز في حزب مرسي لحزب العدالة والتنمية، أدان الهجمات على ممتلكات الحزب. لاحظت المنظمات الإعلامية أن الأحداث أظهرت أن مصر بلد مقسم. دافع مرسي وسط احتجاجات قبل أنصاره عن تصريحه قائلا إنه كان يعمل على تأمين دولة قوية ومستقرة ويقود مصر على طريق «الحرية والديمقراطية».
في 24 نوفمبر انتقد المجلس الأعلى للقضاء الإعلان الدستوري للرئيس ووصفه بأنه «هجوم غير مسبوق على استقلال الفرع القضائي». دعت قيادة نادي القضاة المصري، وهو اتحاد من القضاة من جميع أنحاء البلاد، إلى إضراب وطني في جميع المحاكم ومكاتب النيابة العامة للاحتجاج على إعلان الرئيس. ذكرت وسائل الإعلام الرسمية أن القضاة والمدعين العامين قد أعلنوا بالفعل إضرابًا في الإسكندرية. أفادت وكالة أنباء الشرق الأوسط أن هيئات حقوق الإنسان المصرية رفعت دعوى أمام محكمة العدل الإداري تطالب بإلغاء الإعلان. كانت هناك أيضا اشتباكات في القاهرة بين المتظاهرين وقوات الأمن، وبين المعارضين ومؤيدي الحكومة.
في 25 نوفمبر تراجعت الأسهم في البورصة المصرية حوالي 10 ٪. تم تعليق التداول لمدة 30 دقيقة حيث تراجعت الأسهم في الجلسة الأولى منذ الإعلان الدستوري الصادر في 22 نوفمبر. كانت جماعة الإخوان المسلمين قد دعت إلى الاحتجاجات على مستوى البلاد في 25 نوفمبر لدعم إعلان مرسي. وقد استجاب القضاة في اثنتين من محافظات البلاد البالغ عددها 27 محافظة، بما في ذلك الإسكندرية، للدعوة إلى الإضراب بينما كان في أماكن أخرى من البلاد يجتمعون لتقرير ردهم. بعد اجتماع مع وزير العدل المصري، حث أحمد مكي القضاة على عدم تعطيل عملهم من خلال الانضمام إلى الإضراب المقترح على المرسوم. لكن المجلس حث الرئيس أيضًا على تقليص قراره، والحد من الحصانة من المراجعة القضائية التي أصدرها بسبب «القوانين والقرارات التي أصدرها الرئيس كأفعال سيادية»، في إشارة إلى السوابق القانونية المصرية التي قد تبرر مثل هذا الإجراء التنفيذي بشكل معين ظروف. تعرضت مكاتب حزب الإخوان المسلمين في دمنهور والإسكندرية والمنصورة والسويس والقاهرة للنهب والتدمير في أعقاب الإعلان الدستوري الصادر في 22 نوفمبر. أصيب خمسمائة شخص في اشتباكات مع الشرطة، وتوفي إسلام فتحي مسعود، البالغ من العمر 15 عامًا، بعد إصابته في رأسه بنادي كان يستخدمه أحد العشرات من الرجال الذين هاجموا مكاتب جماعة الإخوان المسلمين في مدينة دمنهور الشمالية. قالت صحيفة الأهرام الحكومية إن ثلاث نساء كن ضحايا للاعتداء الجنسي خلال مظاهرة مناهضة لمرسي. ذكرت وسائل الإعلام المصرية الرسمية أن مستشارين مرسي الذين استقالوا من المرسوم هم سمير مرقص، أحد المسيحيين القلائل في الإدارة؛ سكينة فؤاد، إحدى النساء القلائل، وفاروق قويدة، شاعرة وفكرية.
في 26 نوفمبر / تشرين الثاني، قالت محكمة العدل الإداري إنها ستعقد جلسة استماع أولى في 4 ديسمبر في قضية رفعها محامون وناشطون ضد الإعلان. التقى مرسي بممثلي مجلس القضاء الأعلى في محاولة لتسوية الأزمة على نطاق صلاحياته بعد إعلانه الدستوري الصادر في 22 نوفمبر. وافق على تقييد مرسومه على قراراته المتعلقة بـ «المسائل السيادية» فقط. مرسي «لم يمنح نفسه سلطة قضائية» لكنه منح «الحصانة لقراراته الرئاسية»، كما قال جهاد حداد، كبير المستشارين في حزب الحرية والعدالة. وأضاف حداد أن «الرئيس نفسه (ليس) محصن من الرقابة القضائية»، رغم أنه لم يكن واضحًا في الظروف التي قد تنطبق، أو إذا كان هناك أي شيء يمنع مرسي من إصدار مرسوم جديد لإحباط ذلك. وفقًا لقناة الجزيرة، تم تفسير «المسائل السيادية» على نطاق واسع لتشمل إعلان الحرب أو فرض الأحكام العرفية أو قطع العلاقات الدبلوماسية مع دولة أجنبية أو فصل مجلس الوزراء. احتشد نشطاء يوم الإثنين في ميدان التحرير في القاهرة لليوم الرابع، مما أدى إلى عرقلة حركة المرور بحواجز مؤقتة للاحتجاج على ما وصفوه بأنه مرسي. في مكان قريب، اشتبكت شرطة مكافحة الشغب والمتظاهرون بشكل متقطع. بالإضافة إلى الانفجارات الشعبية في الشارع، كان رد فعل القضاة المصريين. أضرب جميع محاكم مصر البالغ عددها 34 محكمة وسبعين في المائة من مدعيها عن الإضراب يوم الاثنين احتجاجًا على ذلك، وفقًا للقاضي محمد الزند من نادي القضاة المصري. نظم أنصار جماعة الإخوان المسلمين مظاهرة مضادة ، بينما نُقلوا من وسط القاهرة إلى موقع أمام جامعة القاهرة في الجيزة. استعادت البورصة المصرية ، التي شهدت انخفاضًا بنحو 10٪ في 25 نوفمبر 2012، بعض الأرض صباح الاثنين. قُتل إسلام فتحي مسعود عضو جماعة الإخوان المسلمين خلال الاحتجاجات في دمنهور. تم إعلان وفاة جابر صلاح ، عضو حركة شباب 6 أبريل. وقد تلقى رصاصة مطاطية من مسافة قريبة خلال اشتباكات مع شرطة مكافحة الشغب في وسط القاهرة. أقيمت جنازة إسلام فتحي مسعود ، الذي توفي في مدينة دمنهور بدلتا النيل في اشتباك بين مؤيدي الرئيس وخصومه ، في القاهرة ، بينما تظاهر الآلاف في القاهرة عبر ميدان التحرير لحضور جنازة جابر صلاح. .

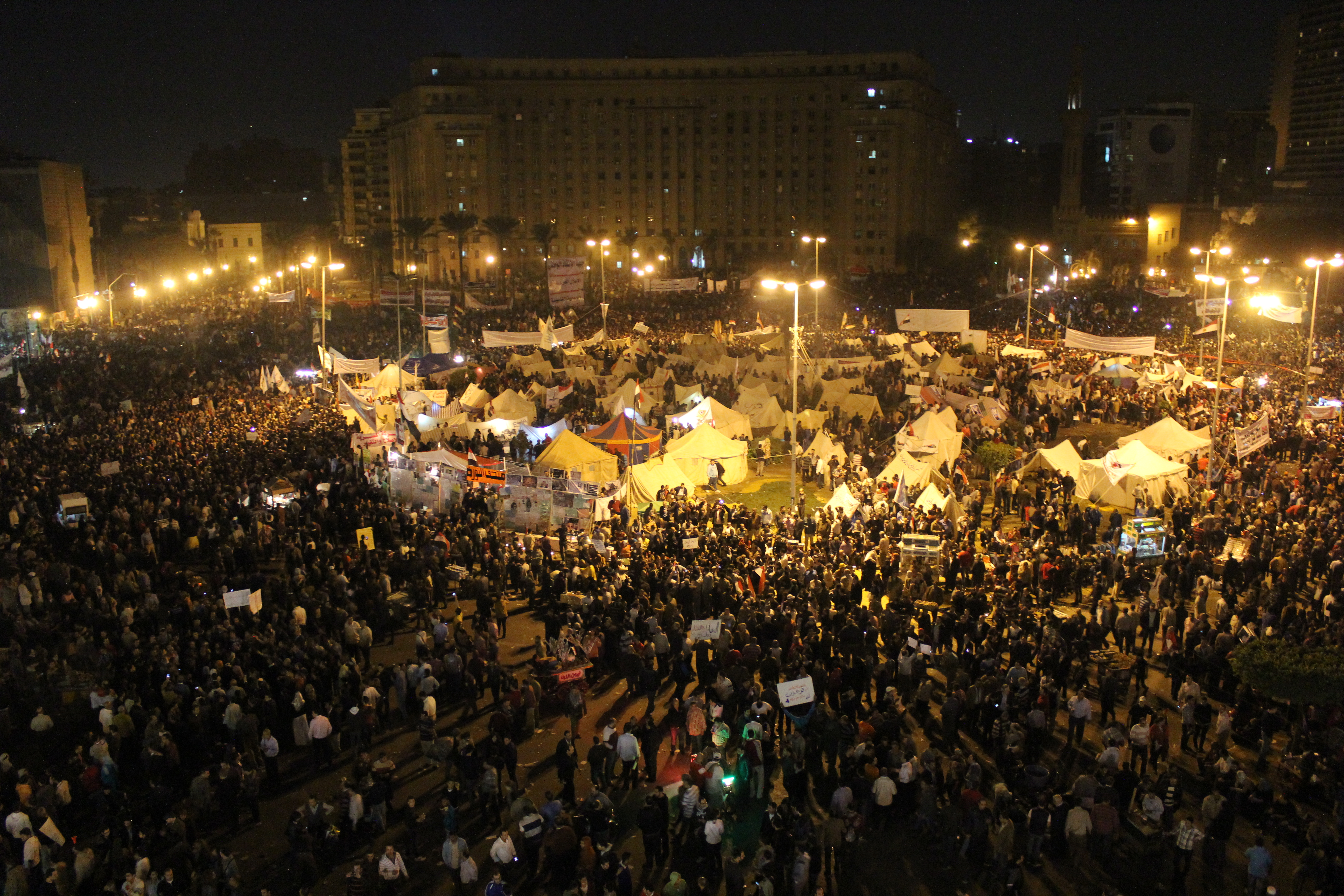
مئات الآلاف من المتظاهرين يحتجون في ميدان التحرير مساء يوم 27 نوفمبر 2012

في 27 نوفمبر / تشرين الثاني نظم عشرات الآلاف من الأشخاص احتجاجات في القاهرة ضد مرسي مطالبين بأن يحترم أول رئيس منتخب لهم بحرية رغباتهم إما في إلغاء إعلانه الدستوري الصادر في 22 نوفمبر / تشرين الثاني أو الاستقالة. توفي متظاهر واحد على الأقل في اشتباكات مبكرة مع السلطات قبل تجمع حاشد مساء الثلاثاء. وقال حزب التحالف الشعبي المعارض إن المحتج توفي بعد استنشاق كميات كبيرة من الغاز المسيل للدموع ، والتي استخدمتها الشرطة في العديد من المشاجرات مع المتظاهرين الذين كانوا يقذفون الحجارة في الشوارع الجانبية المؤدية إلى الميدان. وفي مدينة المحلة في دلتا النيل ، أبلغت الشرطة عن عشرات الجرحى عندما اقتحم المتظاهرون ودمروا مقر جماعة الإخوان المسلمين. كما نظمت الاحتجاجات في الإسكندرية وغيرها من المدن. تم اقتحام مكاتب حزب الحرية والعدالة في الإسكندرية والمنصورة، حيث اشتعلت النيران في هذا الأخير. ألغت جماعة الإخوان المسلمين مظاهرة خاصة بها لإظهار الدعم لمرسي - المقرر أيضًا في 27 نوفمبر 2012 - «لتجنب أي مشاكل بسبب التوتر في الساحة السياسية»، وفقًا للمتحدث محمود غزلان.
في 28 نوفمبر في مقابلة مع مجلة تايم قال مرسي عن إعلانه الدستوري الصادر في 22 نوفمبر: «إذا كان لدينا دستور فإن كل ما قلته أو قمت به الأسبوع الماضي ، سوف يتوقف.   ... عندما يكون لدينا دستور ، فإن ما أصدرته سيتوقف على الفور.   ...»  سارعت الجمعية التأسيسية في مصر إلى الانتهاء من عملها وسط احتجاجات واسعة النطاق ضد مرسي وإعلانه. دفع الاندفاع نحو دستور جديد إلى انسحاب بين واضعيها ، أي الليبراليين ونشطاء حقوق الإنسان ، والآخرون الذين لم يكونوا راضين عن مجموعة من الأحكام التي تتناول دور الدين في الدولة ، ووضع المرأة ، والامتيازات الممنوحة لجيش البلاد. وفقًا لجون بي بي جون ، فإن هذه الخطوة تم تصميمه لاستباق الحكم الصادر عن المحكمة الدستورية العليا في مصر في 2 ديسمبر ، والذي قد يحل مرة أخرى المجلس. كانت جماعة الإخوان تأمل في أن تتم الموافقة على المرسوم الذي حل محله دستور جديد تمامًا في الاستفتاء ووضع استفتاء. استمرت المظاهرات المنخفضة المستوى في ميدان التحرير بالقاهرة يوم الأربعاء ، واعتقل العشرات من ضباط الشرطة ، مدعومين بشاحنات يطلقون الغاز المسيل للدموع ، العديد من المتظاهرين ، الذين تعرض بعضهم للضرب على أيدي ضباط بينما استمر آخرون في إلقاء الحجارة على رجال الشرطة جليد. نظمت جماعة الإخوان المسلمين مظاهرات مضادة ، بما في ذلك مظاهرة في مدينة الإسكندرية الثانية في مصر ، والتي جذبت عدة آلاف من المشاركين. مع تصاعد الاحتجاجات على قرار مرسي بمنح نفسه سلطات واسعة حتى يتم التصديق على نص الدستور في استفتاء ، اختتمت اللجنة المكلفة بكتابة الدستور مداولاتها يوم الأربعاء واستعدت للتصويت يوم الخميس. بحلول 28 نوفمبر ، قُتل شخصان آخران وأصيب مئات آخرون. ذكرت مصر إندبندنت أن أحد القتلى كان فتحي غريب ، مؤسس حزب التحالف الشعبي الاشتراكي، الذي مات بسبب الاختناق الناجم عن الغاز المسيل للدموع الذي أطلقته قوات الأمن المركزي في ميدان التحرير. محكمة النقض في مصر ، وهي أعلى محكمة استئناف في البلاد ، ومحكمة استئناف القاهرة ، وغيرها من محاكم الاستئناف ، أوقفت عملها حتى تم إلغاء قرار مرسي.
في 29 نوفمبر ، بدأ التصويت على الدستور الجديد من قبل الجمعية التأسيسية في مصر ، واستمر حتى ليلة الخميس. كانت هناك احتجاجات ضد مرسي خارج القصر الرئاسي وتظاهرة صغيرة تدعم مرسي في الجيزة على مشارف القاهرة. اعتمد الدستور الجديد الجزء الأول من المشروع الذي تضمن أن الشريعة هي المصدر الرئيسي للتشريع وجعل الإسلام دين الدولة. ذكر التليفزيون المصري الحكومي أن المسيحية واليهودية ستكونان المصدر الرئيسي للتشريع للمسيحيين واليهود. قاطع الليبراليون واليساريون والمسيحيون التجمع واتهموا الإسلاميين بمحاولة فرض رؤيتهم. كما اتهموهم بمحاولة الحد من حرية التعبير وكذلك عدم إدراج مقالات تؤكد المساواة بين الرجل والمرأة.

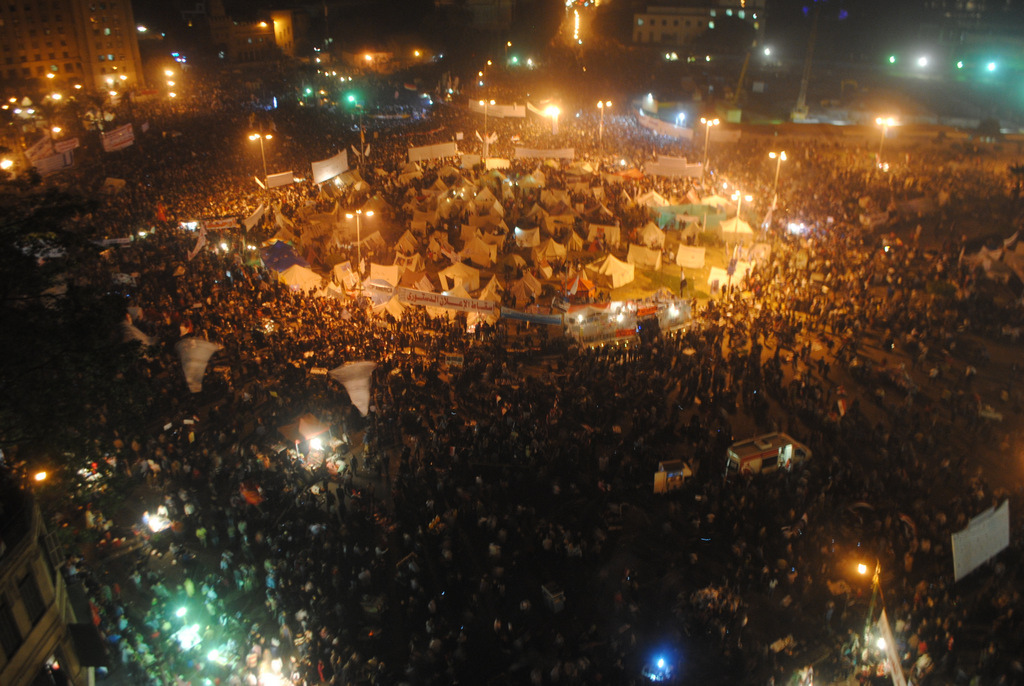
مئات الآلاف من الناس يحتجون في ميدان التحرير في 30 نوفمبر 2012

في 30 نوفمبر / تشرين الثاني ، وسباقاً ضد تهديد حل قضاة المحكمة الدستورية العليا المعينين من قبل مبارك المخلوع ، وسرعان ما تهدأ الغضب من إعلان مرسي في 22 نوفمبر منح نفسه صلاحيات رئاسية موسعة وتجاهل تعويذ الاحتجاجات من المعارضين العلمانيين ، صوت الإسلاميون الذين صاغوا الدستور الجديد. في 29 نوفمبر 2012 للموافقة على مسودة دستور مصر لعام 2012  التي قالت جماعات حقوق الإنسان والخبراء الدوليون أنها كانت مليئة بالثقوب والغموض والتي انتقدت من قبل المصريين العلمانيين والليبراليين والأقباط. خرج الآلاف من المصريين إلى الشوارع في مختلف المحافظات للتنديد بالإعلان الدستوري الصادر في 22 نوفمبر ، وكذلك المسودة النهائية من الدستور الذي أقرته الجمعية التأسيسية التي يهيمن عليها الإسلاميون. في الإسكندرية ، اشتبك متظاهرون مناهضون لمرسي مع أنصار مرسي ، لكن لم يتم الإبلاغ عن أي إصابات.

### ديسمبر 2012
في 1 كانون الأول / ديسمبر مرسي أعلن أن الاستفتاء على الدستور في سيعقد في 15 كانون الأول / ديسمبر 2012. الإسلاميون من مؤيدي مرسي عقدوا تجمعات حاشدة في جامعة القاهرة وغيرها من المدن إلى الدعم له صلاحيات كاسحة جديدة وصياغة دستور ، في حين أن عدة آلاف من مرسي المعارضين احتشد في ميدان التحرير للاعتراض على مشروع الدستور وما وصفوه مرسي الاستيلاء على السلطة. أيضا على 1، مدير نديم مركز حقوق الإنسان وقال أن الحكومة المصرية تدفع الناس إلى بضرب المتظاهرين والاعتداء الجنسي للمرأة ؛ هذا الاتهام أيضا ضد جماعة الإخوان المسلمين.
في 2 كانون الأول / ديسمبر أجلت المحكمة الدستورية العليا جلستها التي طال انتظارها للحكم على شرعية الجمعية التأسيسية التي مررت مشروع الدستور. وقالت إنه تم وقف جميع الأعمال إلى أجل غير مسمى احتجاجا على «ضغوط نفسية» قد واجهتها بعد حصار المحتجون الإسلاميون في وقت سابق للمحكمة الدستورية العليا ومنع القضاة من اجتماع في القاهرة. المحتجين المناهضين لمرسي قاموا بالسيطرة على ميدان التحرير. كان قادة نادى القضاة ذو نفوذ قوي ولكنه كان بصفة غير رسمية وكان يمثل القضاة في جميع أنحاء البلاد أعلن أن أفراده يرفضون أالاشراف ومراقبة الانتخابات في محاولة لمنع الاستفتاء على الدستور الجديد المقرر في 15 كانون الأول / ديسمبر.
في 3 كانون الأول / ديسمبر أعلن «مجلس القضاء الأعلى» إن القضاة وأعضاء النيابة سوف يتولون الإشراف على الاستفتاء على الدستور المقرر عقده في 15 كانون الأول / ديسمبر على الرغم من أن نادى القضاة أعلن الإضراب من 2 كانون الأول / ديسمبر. بالإضافة إلى سبع بلاغات ضد مرسي بسبب الدعوة للاستفتاء قدمت في المحكمة الإدارية

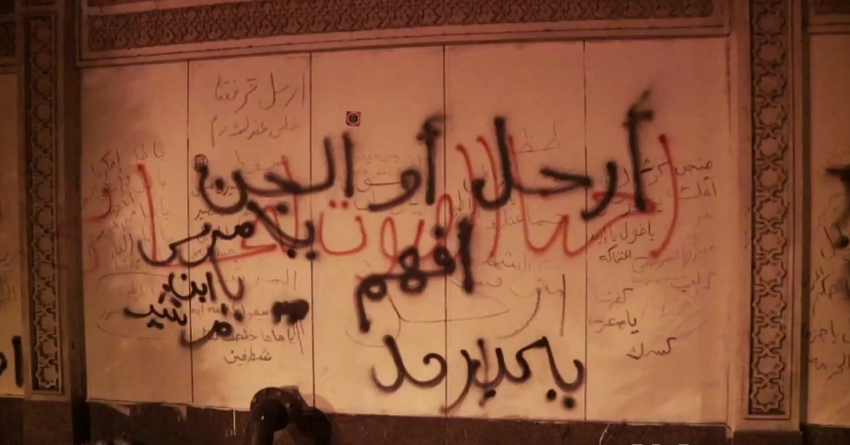
معارضة مرسي بالكتابة على الجدران

في 4 كانون الأول / ديسمبر الشرطة منعت المتظاهرين أمام القصر الرئاسي في القاهرة. المتظاهرين أعلنوا مسيرة إلى القصر الرئاسي ، ووصفه بأنه «الإنذار الأخير» وقاموا بقطع الأسلاك الشائكة بالقرب من القصر بعد ان اطلقت الشرطة الغاز المسيل للدموع عليهم. اندلع المزيد من العنف في مقر حزب الحرية والعدالة في المنيا جنوب القاهرة ، حيث أمام مقر الحزب تضررت. مصر المستقلة ، اللغة الإنجليزية الأخت نشر البلاد أكبر اليومية المستقلة، المصري اليوم, و 10 آخرين لم تنشر احتجاجا على القيود المفروضة على مشروع الدستور حماية حرية التعبير وحرية الصحافة. النائب العام طلعت إبراهيم عبد الله شكوى شحن ومرشحي الرئاسة السابقين عمرو موسى وصباحي ، وكذلك البرادعي، حزب الوفد الرئيس El-السيد el-بدوي، رئيس نادي القضاة أحمد الزند مع التجسس والتحريض على الإطاحة بالحكومة. المحامي الذي قدم التقرير ، صادق حامد ادعى أن موسى التقى وزيرة خارجية إسرائيل السابقة تسيبي ليفني واتفق معها إلى افتعال الأزمة. وزعم كذلك أن جميع السياسيين اسمه في الشكوى اجتمعت في مقر حزب الوفد لتنفيذ «الصهيونية مؤامرة».
في 5 كانون الأول / ديسمبر احتج نحوا 100.000 متظاهر أمام القصر الرئاسي وفي ميدان التحرير ضد دستور مرسي مؤكدين أنها تمثل محاولة السيطرة على السلطة القضائية. وبدأ الكثيرون يطالبون «بسقوط النظام» كما أنها خاضت معارك مع الشرطة التي انتشرت الغاز المسيل للدموع قبل أن ينسحبوا من المنطقة يفوق عدد المحتجين. أنصار «الإخوان المسلمين» هاجم 300 من مرسي المعارضين أثناء الاعتصام. قتل أعضاء من التيار الشعبي المصري في الاشتباكات المحيطة مصر الجديدة القصر بين المتظاهرين ضد الدستور الجديد و «الإخوان المسلمين» التي هاجمت المتظاهرين بواسطة قنابل المولوتوف. أعلنت وزارة الصحة عن أربع قتلى 271 بجروح. وقام ملثمون بحرق مجموعة من مكاتب الإخوان المسلمين في السويس في الإسماعيلية والزقازيق.

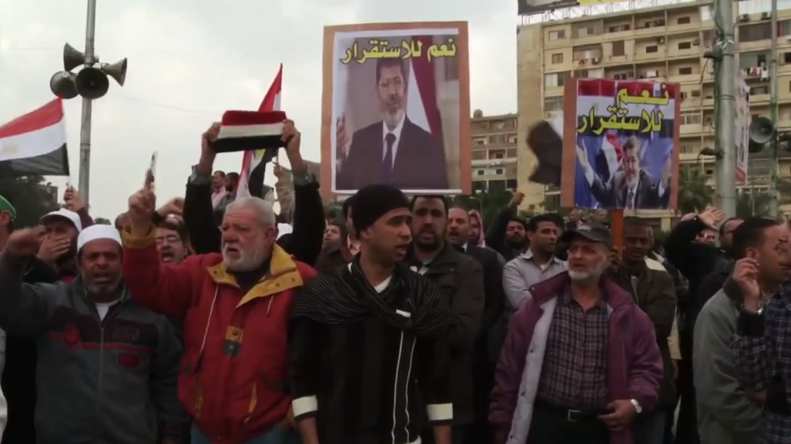
مسيرة لمؤيدو مرسي.

في 6 كانون الأول / ديسمبر نظم أنصار مرسي و «الإخوان المسلمين» مسيرة في اليوم التالي الي القصر الرئاسي واشتبكوا مع المحتجين المناهضين لمرسي في معارك شوارع أدت إلى مقتل سبعة أشخاص وأكثر من 650 جريحا. اجتمع مرسي مع عبد الفتاح السيسي قائد الجيش المصري مع وزراء حكومته لمناقشة «سبل التعامل مع الموقف على مختلف السياسية والأمنية والقانونية المستويات من أجل استقرار مصر وحماية مكتسبات الثورة.» الجنود التي تدعمهم الدبابات تحركوا لاستعادة النظام كما أن عدد القتلى ظل في الارتفاع. في حين تتناول الأمة مرسي انتقد المعارضة «من أجل محاولة للتحريض على العنف» ضد الشرعية. خلال كلمته دعا خصومه إلى الحوار ، ولكنها رفضت ذلك لأن مرسي لا تزال مصممة على المضي قدما في الاستفتاء على الإسلاميين المدعومين من مشروع الدستور الذي أغرق مصر في أزمة سياسية. وفي الوقت نفسه فرضت الحكومة حظر التجول بعد عسكرية أرسلت الدبابات والمركبات المدرعة في القاهرة. مرسي العائلة اضطرت إلى إخلاء منازلهم في الزقازيق، 47 ميلا (76 كلم) إلى الشمال الشرقي من القاهرة. أربعة من مرسي المستشارين استقال من مناصبهم احتجاجا على العنف الذي ادعى أنها كانت مدبرة من قبل أنصار جماعة الإخوان المسلمين.
في 7 كانون الأول / ديسمبر استمر المتظاهرون في احتجاجاتهم في مختلف المدن بما في ذلك القاهرة والإسكندرية وأسيوط. المتظاهرين في أسيوط يهتفون «لا الإخوان ولا السلفيين ، مصر دولة مدنية الدولة». العشرات من المتظاهرين بإلقاء الحجارة والزجاجات على مرسي في محافظة الشرقية وحاول أن يدفع جانبا الشرطة الحاجز. والمستشارين قادة «الإخوان» اعترف أنه خارج القاعدة الأساسية الإسلاميين من أنصار مرسي شعرت معزولة على نحو متزايد في الساحة السياسية وحتى داخل حكومته. وقال زعماء المعارضة في بيان أن مرسي 6 كانون الأول / ديسمبر الحوار نقدم فشلت في تلبية «مبادئ حقيقية مفاوضات جدية» وعرض «تجاهل تام» على مطالب المعارضة. قالوا أنهم لن تتفاوض مع مرسي حتى أنه ألغى له 22 تشرين الثاني / نوفمبر المرسوم ألغى 15 ديسمبر للاستفتاء على مشروع الدستور. المعارضة سار المتظاهرون إلى القصر الرئاسي وخرق أمني محيط بناها العسكرية النخبة في الحرس الجمهوري – المكلفة بحماية القصر – الذي انسحب خلف جدران القصر. صحيفة مصرية Al-Masry Al-المصري اليوم ذكرت أيضا أن الأفراد الذين يشتبه في أنهم يحتجون ضد «الإخوان المسلمين» تعرض للتعذيب والضرب في منشأة تديرها جماعة الإخوان المسلمين في مصر الجديدة، إحدى ضواحي القاهرة.

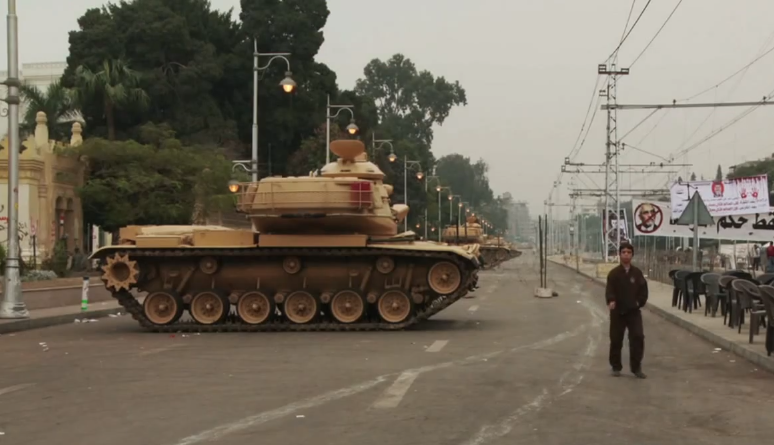
دبابات بالقرب من القصر الرئاسي.

في 8 كانون الأول / ديسمبر أصدر الجيش المصري أول بيان منذ اندلاع الاحتجاجات مشيرا إلى أن ذلك من شأنه حماية المؤسسات العامة والأبرياء ولا تسمح الأحداث تصبح أكثر خطورة. على قنديل مجلس الوزراء كما أذن الجيش لمساعدة الشرطة في مصر في الحفاظ على الأمن. مصر الدولة وسائل الإعلام ذكرت أن مرسي كان التحرك نحو فرض شكل من أشكال الأحكام العرفية لتأمين الشوارع والسماح التصويت على مشروع الميثاق الاستفتاء على الدستور. مرسي يلغى المرسوم له والذي اتسع له السلطة الرئاسية وإزالة مراجعة قضائية المراسيم. وبالإضافة إلى ذلك في الغالب ألغت تشرين الثاني / نوفمبر 2012 إعلانا دستوريا أن تكون محل تعديل واحد.
في 9 كانون الأول / ديسمبر عم الارتباك والفوضى صفوف المعارضة المصرية بعد مرسي ألغى له 22 تشرين الثاني / نوفمبر الإعلان الدستوري في اليوم السابق. على الرغم من إعلان إلغاء المدعي العام ، الذي أقيل ، لن تعاد ، وإعادة محاكمة مسؤولي النظام السابق سوف تمضي قدما. قادة المعارضة تدعو أيضا إلى مزيد من الاحتجاجات بعد مرسي رفض إلغاء الاستفتاء على الدستور في أعقاب الإعلان الفسخ. ردا على تحالف القوى الإسلامية ، مظلة المجموعة التي تضم مرسي «الإخوان المسلمين»، وقال إنه سيعقد منافسه المظاهرات. وقال لها مسيرات دعم الاستفتاء والرئيس تحت شعار «نعم للشرعية».

### يناير 2013

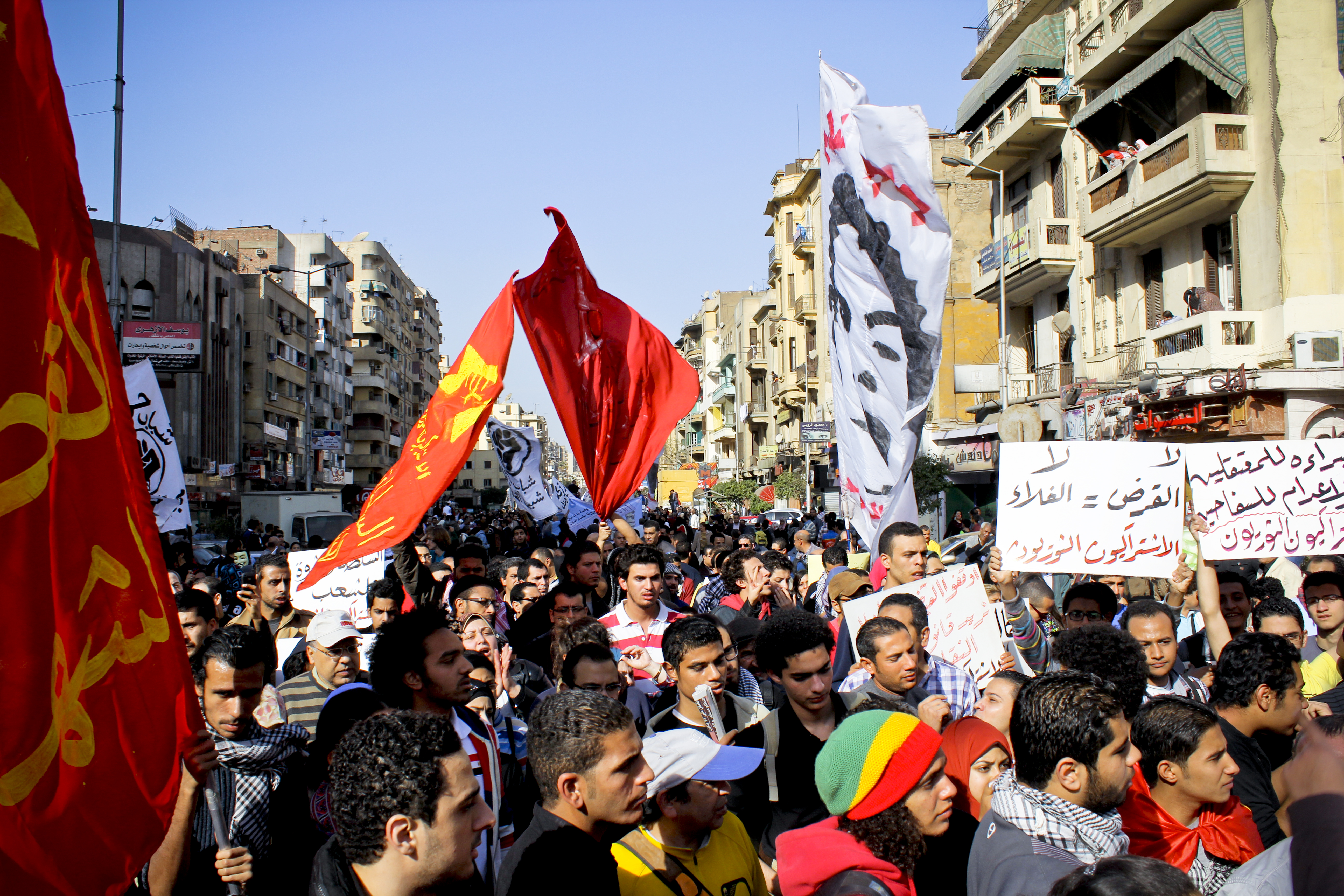
مسيرة من شبرا إلى ميدان التحرير في ذكرى 25 يناير

في الذكرى الثانية من ثورة 25 يناير اندلعت الاحتجاجات مرة أخرى في جميع أنحاء البلاد إثر عرضية مناوشات بين المتظاهرين والشرطة في القاهرة قبل يوم واحد. عشرات الآلاف من الناس تجمعوا في ميدان التحرير خلال اليوم، مع اشتباكات بين قوات الشرطة والمتظاهرين التي تحدث في جميع أنحاء المدينة في وزارة الداخلية مقر الدولة وسائل الإعلام مكاتب القصر الرئاسي. قوات الأمن تطلق الغاز المسيل للدموع على المتظاهرين في محاولة اقتحام القصر الرئاسي التلفزيون الحكومي المكاتب. في مدينة السويس ، خمسة أشخاص قتلوا بالرصاص أربعة متظاهرين واحد جندي من قوات الأمن. احتجاجات أيضا وقعت في الإسكندرية، الإسماعيلية، دمنهور، وبورسعيد، والتي كانت تركز على المباني الحكومية المحلية. الغاز المسيل للدموع تستخدمه الشرطة ذكرت في الإسكندرية ، في حين أن المتظاهرين في مدينة السويس حرق الإطارات. قبل نهاية 25 كانون الثاني / يناير حوالي 280 المتظاهرين و 55 من أفراد الأمن أصيبوا في أنحاء البلاد.
في 26 كانون الثاني / يناير ، الحكم بالإعدام على 21 شخصا لدورهم في استاد بورسعيد كارثة أثار المزيد من الاضطرابات في بورسعيد التي أسفرت عن 16 قتيلا. عدد القتلى في المدينة 33. وكثير منهم قتلوا على يد الشرطة والقناصة.

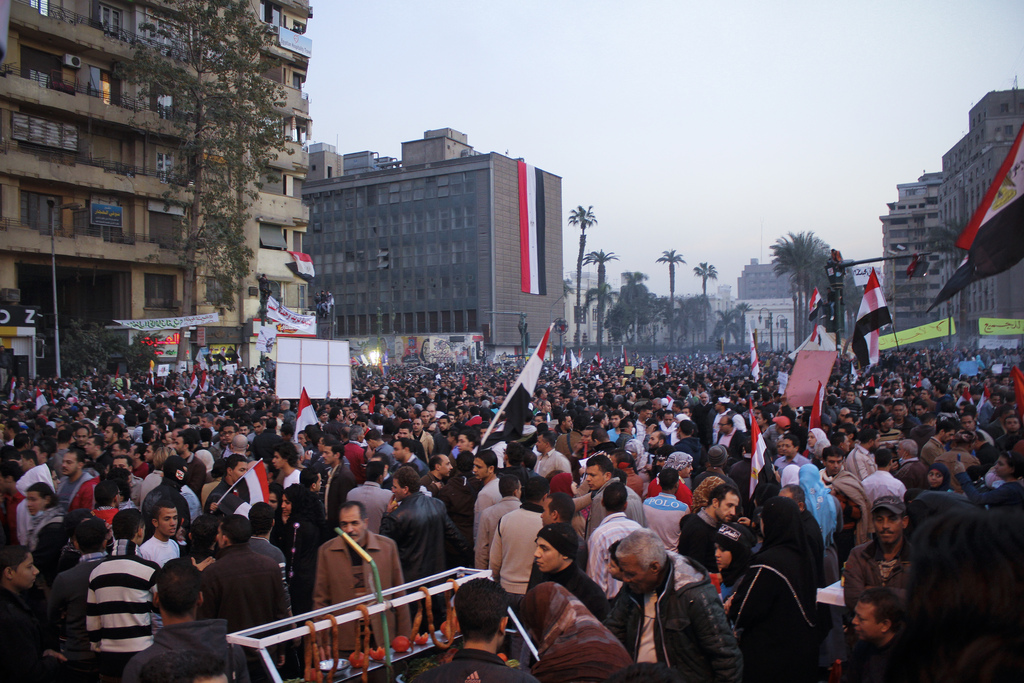
ميدان التحرير في ذكرى 25 يناير

في 27 كانون الثاني / يناير في مصر كانت الحكومة ذكرت أنها قد فقدت السيطرة على بور سعيد نتيجة الاحتجاجات والهجمات. نفس اليوم سبعة أشخاص ماتوا من طلقات نارية في الاشتباكات أثناء تشييع 33 شخصا الذين قتلوا في 26 كانون الثاني / يناير في المدينة. كانت هناك أيضا اشتباكات مميتة في السويس والإسماعيلية. ونتيجة لذلك، مرسي أعلن حالة الطوارئ في مدن قناة السويس (وهي الإسماعيلية، بورسعيد والسويس) لمدة 30 يوما ، مع حظر التجول من الساعة 9:00 ص م إلى 6:00.م اعتبارا من يوم الاثنين 28 كانون الثاني / يناير م. مرسي كما دعا أحد عشر الأحزاب السياسية ، وكذلك الأربع الكبرى القادة السياسيين إلى محادثات بشأن الاضطرابات ،  ولكن تحالف المعارضة الرئيسي جبهة الإنقاذ الوطني رفض أن تبدأ المناقشات حتى تشكيل حكومة جديدة ووضع دستور البلاد تعديل.
في 28 كانون الثاني / يناير وقعت مزيد من المظاهرات والاشتباكات في المدن بما في ذلك تلك الموجودة في قناة السويس، الإسكندريةو المنوفية والقاهرة. الاشتباكات أسفرت عن وفاة ستة أشخاص. الآلاف من الناس تجمعوا في ميدان التحرير تضامنا مع الذين قتلوا خلال عطلة نهاية الأسبوع في وقت مبكر من اليوم. أطلقت الشرطة الغاز المسيل للدموع على المتظاهرين قرب قصر النيل الجسر، في حين أن المزيد من العنف تنتشر على طول نهر النيل. المتظاهرين كما أضرموا النار في سيارات الأمن واعتقال ضابط شرطة. إن مجلس الشورى وافق الرئيس حالة الطوارئ المقرر في الدستور شرط. ومساعدة الشرطة إنها وافقت على قانون منح الضبط القضائي سلطات الجيش. موكب جنازة في بورسعيد انتقلت إلى شارع المعركة بين المشيعين والشرطة مع قوات الأمن بإطلاق قنابل الغاز المسيل للدموع والذخيرة الحية على حشود من الشرطة المباني في جميع أنحاء المدينة ؛ المتظاهرين بإلقاء الحجارة متفجرات وقنابل الغاز مرة أخرى في الشرطة ، وبحلول نهاية اليوم المدنيين في جميع أنحاء المدينة وشوهدت[مِن قِبَل مَن؟]
```
يحملون البنادق.
[
134
]
 وزارة الداخلية المتحدث باسم بيد أنه نفى أن الشرطة أطلقت النار على المحتجين ، وقال إن الغاز المسيل للدموع واستخدمت لفترة وجيزة فقط.
[
134
]
 قبل نهاية اليوم ، ما مجموعه 50 شخصا قد ماتوا منذ كانون الثاني / يناير بدأت الاحتجاجات.
[
134
]
```

في 29 كانون الثاني / يناير في مصر حذر وزير الدفاع عبد الفتاح السيسي المجموعات سواء المؤيدة والمعارضة لمرسي بحجة «عدم موافقتهم على إدارة شؤون البلاد قد يؤدي إلى انهيار الدولة ويهدد مستقبل الأجيال القادمة.»
في 30 كانون الثاني / يناير اثنين من المتظاهرين برصاص مجهولين في القاهرة بالقرب من ميدان التحرير.

### فبراير 2013
في 1 شباط / فبراير تجمع المتظاهرون امام مقر الرئاسة في القاهرة واشتبكوا مع شرطة مكافحة الشغب . الرئيس مرسي ألقى باللوم على ضباط الشرطة بسبب الاشتباكات. أحد المتظاهرين قتل بجوار قصر الاتحادية وأصيب تسعين شخصًا في جميع أنحاء البلاد وفقا لمصادر رسمية. أحد الجرحى من المحتجين الذين أصيبوا توفي في 3 شباط / فبراير.

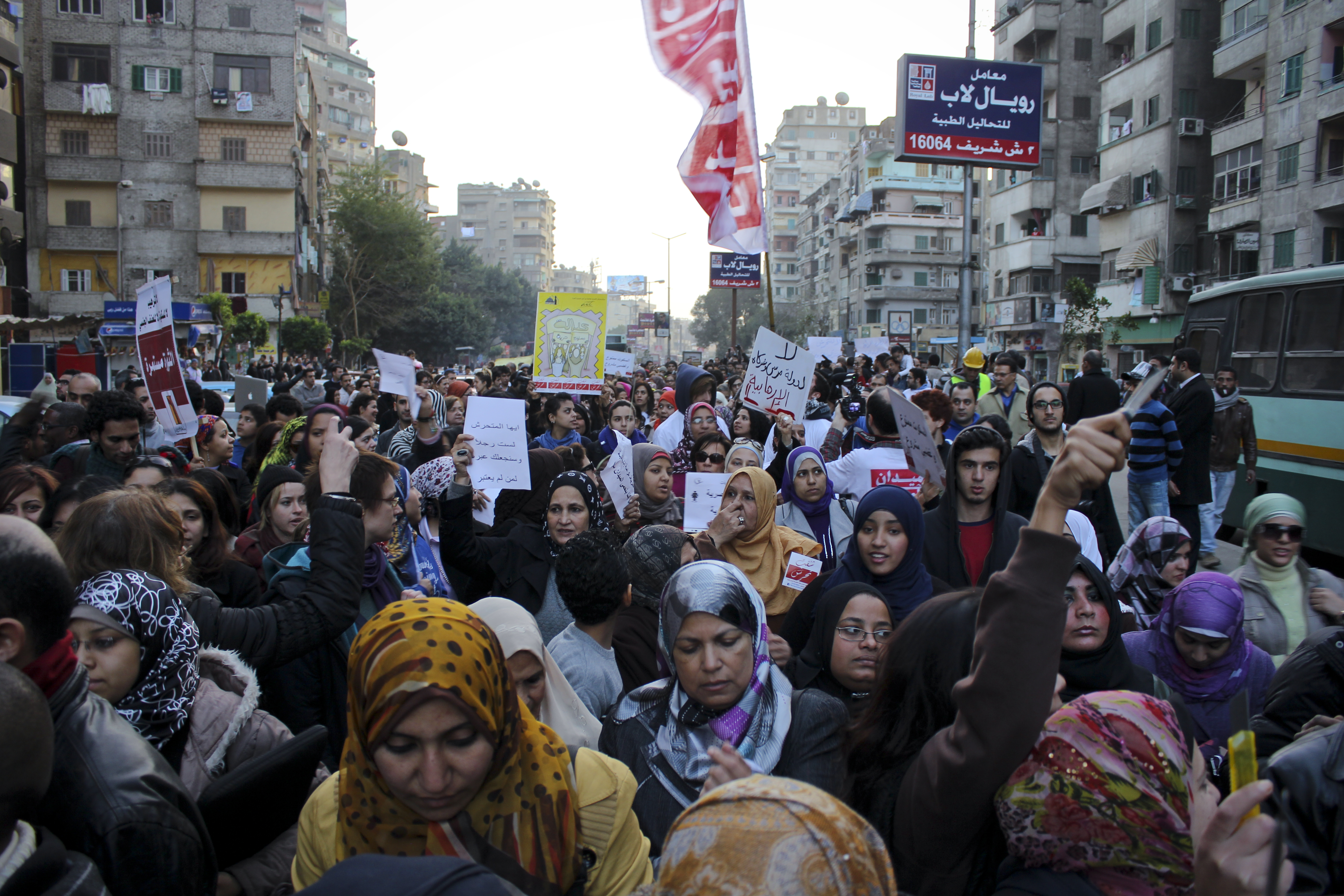
مكافحة التحرش الجنسي مسيرة إان التحرير في 6 فبراير 2013.

إن مصر المستقلة ذكرت أن قوات الشرطة جر المتظاهرين، بتجريده من ملابسه، ضربه بالهراوات ، واقتادوه إلى شاحنة الأمن. وأثار الحادث انتقادات ضد إدارة مرسي على التسامح الأمن القوة المفرطة في استخدام القوة. الرئاسة قال «كانت تعاني من صدمة لقطات من بعض رجال الشرطة علاج المتظاهرين بطريقة لا تتفق مع الكرامة الإنسانية وحقوق الإنسان». ذكر التلفزيون الحكومي أن البالغ من العمر 48 عاما للضرب من رجل ،  من مستشفى الشرطة دون حضور محام ، وقال أن الشرطة قد أنقذه من السرقة المتظاهرين. ابنة الرجل الذي يقول أنها كانت موجودة في مسرح الهجوم ، وقالت أن والدها هو ببساطة «يخشى أن الحديث»،  بينما ابن أخيه وقال: «كان يكذب لأن هناك الكثير من الضغط عليه.» في تطور جديد، حمادة صابر أخيرا تراجع في وقت سابق شهادة: «قلت [الادعاء] اليوم [الشرطة] طلقة في الساق ، يضربني وجرني،» قال. «عندما قاومت، أنها مزق قميصي. بعد أن قاوم بعض أكثر من ذلك ، أنها مزق ملابسي الداخلية والملابس الداخلية. وظل يقول لي أن أقف وأنا أقول أصبت». «الآن عائلتي وقد تبرأ مني ؛ زوجتي والاطفال لن تتحدث معي. البلد كله غاضب مني [إعطاء شهادة كاذبة],» وأضاف صابر.
وزير الداخلية المصري محمد إبراهيم قال انه سيترك منصبه إذا كان هذا رغبة الشعب. وزير الثقافة محمد العربي استقال من منصبه احتجاجا على اعتداء الشرطة على المتظاهرين ويعتبر ثالث وزير الثقافة يستقيل من منصبه منذ بداية الانتفاضة المصرية عام 2011.
في 4 شباط / فبراير ، محمد الجندى عضو التيار الشعبي للتعذيب من قبل الشرطة بعد اعتقاله في ميدان التحرير يوم 27 يناير / كانون الثاني ، توفي في هلال المستشفى بسبب ؟ الإصابات.
في 11 شباط / فبراير الذكرى الثانية الرئيس السابق مبارك في إسرائيل ، تجمع الناس خارج القصر الرئاسي احتجاجا على مرسي.

### مارس 2013
في 3 آذار / مارس اندلعت اشتباكات في بورسعيد عندما أطلقت الشرطة الغاز المسيل للدموع على المتظاهرين بدلا من وزارة الداخلية قرار نقل 39 معتقلا من بورسعيد إلى وادي النطرون سجنفي محافظة البحيرة. اشتباكات أودت بحياة خمسة الشعوب ، بما في ذلك اثنين من رجال الشرطة وثلاثة مدنيين. وكالات الأنباء ذكرت أن قوات الشرطة وقوات الجيش تبادل إطلاق النار ، ما نفته القوات المسلحة المصرية الناطق الرسمي. أكثر من 500 شخص بجروح فقط في بورسعيد في ذلك اليوم ، مع 39 بطلقات الرصاص.
في 5 آذار / مارس المتظاهر محمد حامد فاروق مات بسبب الجروح الناجمة عن قنابل الغاز التي أطلقتها الشرطة خلال احتجاجات في بورسعيد.
في 9 آذار / مارس ثلاثة المتظاهرين توفوا (بينهم طفل في الثمانية من عمره) في اشتباكات بين المتظاهرين والشرطة على كوبرى قصر النيل بالقرب من ميدان التحرير. بالإضافة إلى الاعتداء على مقر اتحاد الشرطة الرياضي والاتحاد المصري لكرة القدم الذي اشتعلت فيه النيران.
في 30 مارس / آذار صدر أمر بالقبض على باسم يوسف مقدم البرنامج الساخرة البرنامج، بتهمة إهانة الإسلام ومرسي. هذه الخطوة كان ينظر إليه من قبل المعارضين كجزء من محاولة لإسكات المعارضة ضد حكومة مرسي. يوسف أكد القبض على حسابه على تويتر وقال انه سيسلم نفسه إلى مكتب المدعي العام ، مازحا مضيفا «إلا أنهم يرجى إرسال سيارة الشرطة اليوم وحفظ لي النقل من المتاعب.» وفي اليوم التالي تم استجوابه من قبل السلطات قبل الإفراج عنه بكفالة قدرها 15، 000 جنيه مصري. هذا الحدث أثار اهتمام وسائل الإعلام الدولية فضلا عن شريحة على جون ستيوارت البرنامج اليومي الذي أعلن فيه دعمه يوسف يدعو له «صديق» و «أخ» ويقول مرسي: «ما أنت قلق ؟ أنت رئيس مصر! لديك جيش! يوسف لديه التورية عرض; كنت قد حصلت على الدبابات والطائرات.»

### أبريل 2013
في نيسان / أبريل 2013, المتظاهرين فروا إلى ميدان التحرير بعد أحداث شغب وطاردتهم الشرطة لهم بالغاز المسيل للدموع.

### مايو 2013
في 16 أيار / مايو سبعة جنود مصريين تم اختطافهم من قبل مسلحين مجهولين في سيناء للمطالبة بالإفراج عن أعضاء الجماعة الإسلامية المعتقلين لمدة سنتين تقريبا. أسبوع واحد في وقت لاحق ، وقد ورد صدر وتسليمه إلى الجيش في منطقة جنوب رفح بعد محادثات بوساطة من شيوخ القبائل في المنطقة مع الرئيس مرسي تحية لهم عند وصولهم إلى مطار القاهرة. القضية الحقيقية على الرغم من مرسي طريقة التعامل مع الأزمة مع معظم الإجراءات التي اتخذتها الحكومة لحل مشكلة تلقي انتقادات واسعة. مثل هذه التفاعلات تشمل مرسي الدعوة إلى الحوار الوطني بدلا من إما القتال أو التفاوض مع الخاطفين وأيضا تظهر بأنها قلقة على سلامة الجنود المخطوفين والخاطفين على قدم المساواة.
محمد سيد أبو شقراء، موظف أمن، اغتيل أكثر من أسبوع في وقت لاحق من قبل المشتبه بهم من الجهاديين بالقرب من العريش أثناء التحقيق في هوية الخاطفين ومكان وجودها. خلال جنازته والأقارب والزملاء بدأ الهتاف ضد الرئيس مما اضطر وزير الداخلية إلى ترك الجيش الحفل.

### يونيو 2013
في 17 حزيران / يونيه عين مرسي عادل الحاج أحد المتورطين في مذبحة الأقصر حيث قتل ما لا يقل عن 58 السياح بوحشية من قبل الجماعة الإسلامية في مصر محافظ للأقصر مع 17 محافظ. هذه الخطوة أثارت احتجاجات عمال السياحة والناشطين في الأقصر مما اضطره أخيرا إلى الاستقالة في وقت لاحق في الأسبوع من أجل منع إراقة الدماء.
في 23 حزيران / يونيه تعرض أربعة من المسلمين الشيعة لهجوم من قبل حشد غاضب بقيادة الدعاة السلفيين. المهاجمين كانوا على الأقل عدة مئات حاصروا منزل وطالبوا حسن شحاتة وأتباعه الذين كانوا معه بمغادرة المنزل قبل اقتحامه مع قنابل المولوتوف. أظهرت صور المهاجمين ضربهم حتى الموت وسحب جثثهم خلال الشوارع. هذه المأساة جاءت بعد أيام قليلة من مؤتمر لدعم الانتفاضة السورية التي حضرها مرسي وعدد من القيادات الإسلامية. خلال المؤتمر استخدم الشيخ محمد حسن والشيخ محمد عبد المقصود الخطاب الطائفي ضد الشيعة. كان مرسي حاضرا خلال هذا الحدث وانتقد بشدة من قبل وسائل الإعلام على عدم الرد على الكراهية والطائفية التي تستخدم من قبل رجال الدين.
في 26 حزيران / يونيه ألقى مرسي خطابًا مدته ساعتين وأربعين دقيقة إلى الأمة. كان من المفترض أن يكون إعادة للصلح مع المكونات السياسية وباقى طوائف الشعب ولكن كان نظر اليه على نطاق واسع أنه خطاب استفزازي مع تهديدات واتهامات موجهة ضد معارضيه بما في ذلك وسائل الإعلام العروض وأحمد شفيق، منافسه السابق في الانتخابات الرئاسية. بعد الخطاب ذكرت المعارضة أنها أكثر إصرارا على النزول إلى الشوارع في 30 يونيو في الانتفاضة ضد الرئيس.
في 28 حزيران / يونيه قتل ثلاثة أشخاص خلال اشتباكات بين الموالين لمرسي والمحتجين المناهضين له في مدينة الإسكندرية . في 29 حزيران / يونيه 2013 نزل الآلاف من المصريين الي ميدان التحرير في القاهرة للتظاهر ضد الرئيس المصري محمد مرسي وتطالب باستقالته من منصبه. المتظاهرين استخدموا شعار «الشعب يريد إسقاط النظام» الذي استخدم في الاحتجاجات التي أدت إلى الإطاحة بحسني مبارك في ثورة عام 2011.
بحلول 30 حزيران / يونيه الآلاف من المتظاهرين بحاصروا القصر الرئاسي في مصر الجديدة. اندلعت المظاهرات في 18 موقعا في جميع أنحاء القاهرة وفي غيرها من مواقع مختلفة في جميع أنحاء البلاد بما في ذلك الإسكندرية-ش-المحلة ومدن قناة السويس. المظاهرات وصفها بأنها مدعومة من قبل كيانات متعددة ، بما في ذلك تمرد الحركة شكلت من قبل أعضاء الحركة المصرية من أجل التغيير في نيسان / أبريل 2013 أن تزعم أنها جمعت 22 مليون توقيع تطالب الرئيس مرسي الاستقالة. معارضو مرسي ادعى Google Earth نشرت الأرقام التي تشير إلى 33 مليون متظاهر في الشوارع. وردا على المطالبات التي سجلت 33 مليون متظاهر في ميدان التحرير ، وأكدت جوجل أن محركاتها لا تملك القدرة على تقدير أعداد مسيرات أو احتجاجات على أرض الواقع. وعلاوة على ذلك ، وأصر على أنه لا تنشر يعيش التصوير من احتجاجات أو أي أحداث أخرى على كوكب الأرض. على الرغم من أن مصادر تقدير يصل إلى 14 مليون شخص جابت شوارع البلد ، مما يعني أن حوالي واحد من كل ستة أشخاص من الأمة من 84 مليون شاركوا في الأحد مظاهرات في الحرارة الشديدة. في وقت لاحق، pro-مرسي القطرية القائمة على الجزيرة قناة الأخبار أيضا بث فيلم وثائقي يشير من خلال حسابات وخبراء التحليل أن عدد الذين تظاهروا ضد مرسي في القاهرة لم تجاوز 800، 000 في القاهرة و 4 ملايين في جميع أنحاء مصر ،  على الرغم من مؤيدي مرسي «الجزيرة» قناة مدعين عامين قبل أن ميدان التحرير وحدها أكثر من مليون ومليوني شخص خلال ثورة 25 يناير.
بالتزامن مع هذه المظاهرات المناهضة لمرسي ، أنصار مرسي مظاهرات أساسا في رابعة في القاهرة. عدد من أنصار مرسي مكافحة المتظاهرين التقديرات إلى أن حوالي 100، 000 شخص في 21 حزيران / يونيه (على الرغم من أنه ليس من الواضح ما إذا كان كما كان العديد منهم في الشوارع في الفترة ما بين 30 يونيو و 3 يوليو / تموز).

### يوليو 2013 (عزل مرسي)
في صباح يوم 1 يوليو اقتحم المحتجين المناهضين لمرسي مقر الإخوان المسلمين في القاهرة. أكدت وزارة الصحة مقتل ثمانية أشخاص قتلوا في اشتباكات حول مقر المقطم.
بعد ساعات منحت القوات المسلحة المصرية مهلة لمدة 48 ساعة لجميع الأطراف السياسية للوصول الي حل سياسي حتى 3 تموز / يوليه إلى تلبية مطالب الشعب المصري. وهدد الجيش أيضا بالتدخل إذا لم يتم حل النزاع في ذلك الحين. استقال أربعة وزراء أيضا في نفس اليوم: وزير السياحة هشام زعزوع (الذي سبق أن قدم استقالته قبل بضعة أشهر بعدما عين مرسي أحد المتهمين في مبحة الأقصر محافظ للأقصر) ووزير الاتصالات وتكنولوجيا المعلومات عاطف حلمي ووزير الدولة للشؤون القانونية والبرلمانية حاتم بجاتو ووزير الدولة لشؤون البيئة خالد عبد العال
في 2 تموز / يوليه قدم وزير الخارجية محمد كامل عمرو استقالته دعمًا للمحتجين المناهضين للحكومة. رفضت الرئاسة مهلة ال 48 ساعة التي حددتها القوات المسلحة ساعة متعهدة بأن الرئيس سوف يحل الخلاف بواسطة خططه الخاصة من أجل المصالحة الوطنية لحل الأزمة السياسية. حذر وزير الدفاع الفريق عبد الفتاح السيسي مرسي بأنه سيفرض الحل العسكري إذا لم يوجد حل فعال في اليوم التالي.
قررت محكمة النقض إعادة المدعي العام السابق عبد المجيد محمود الذي تم استبداله بطلعت عبد الله في أعقاب الإعلان الدستوري في 22 نوفمبر 2012. استقال المتحدث باسم المتحدث باسم مجلس الوزراء أيضا.
صحيفة الأهرام ذكرت أنه إذا كان هناك أي قرار من الجيش سوف يتضمن تعليق دستور مصر وتعيين مجلس جديد من الخبراء لوضع دستور جديد. استقال المستشار العسكري لمرسي سامي حافظ عنان وقال إن الجيش «لن يتخلى عن إرادة الشعب.»
مرسي أعلن في وقت متأخر من الليل على التلفزيون أن «الدفاع عن الشرعية المنتخبة دونها حياته». وأضاف أن «لا بديل عن الشرعية» كما تعهد بعدم الاستقالة. مرسي اتهم من أنصار حسني مبارك باستغلال موجة الاحتجاجات لإسقاط الحكومة ومحاربة الديمقراطية. أعلن المجلس الأعلى للقوات المسلحة بيانا بعنوان «الساعات الأخيرة» وقال أن الجيش على استعداد لتقديم التضحيات «لحماية الشعب ضد الإرهابيين».
في 3 يوليو / تموز فتح مسلحون مجهولون النار على مسيرة لأنصار مرسي في القاهرة أدت إلى مقتل 16 وجرح 200. في الساعة 16:35 وبعد انتهاء المهلة التي حددها الجيش اجتمع القادة العسكريين لعقد محادثات طارئة وكان من المتوقع أن يصدر الجيش بيانا عندما يمر الموعد النهائي. محمد البرادعي الذي اختير لتمثيل
جبهة الخلاص الوطني وقيل أيضا قد التقى قائد الجيش الفريق عبد الفتاح السيسي. في 3 يوليو / تموز قبل الموعد النهائي عرض مرسي تشكيل حكومة وفاق وطني. أصدر الجيش البيان التالي: «أن القيادة العامة للقوات المسلحة حاليا تعقد اجتماعا مع عدد من القوى الدينية والوطنية والسياسية والشباب والرموز الشعبية...وأنه سيكون هناك بيان صادر من القيادة العامة حالما يتم الانتهاء من الاجتماع.» في نفس الوقت أعلن المتحدث باسم حزب الحرية والعدالة : «نحن لا نذهب إلى دعوات (الاجتماعات) مع أي شخص لأنه لدينا رئيس وهذا الأمر.»
القائد العام للقوات المسلحة المصرية ووزير الدفاع عبد الفتاح السيسي تحدث في الليل وقال أن الجيش سوف يقف بعيدا عن العملية السياسية. وأعلن عزل مرسي من السلطة وتعليق العمل بالدستور وتولي رئيس المحكمة الدستورية العليا المستشار عدلي منصور منصب الرئيس المؤقت للبلاد. أعلن محمد البرادعي أن خارطة الطريق وضعت لتصحيح قضايا الثورة. وحضر البيان الإمام الأكبر شيخ الأزهر أحمد الطيب وبابا الكنيسة القبطية الأرثوذكسية تواضروس الثاني وكذلك زعيم المعارضة محمد البرادعي وأعضاء من حركة تمرد الذين كانوا حاضرين خلال البيان لدعم ما سمي في ذلك الوقت بيان 3 يوليو أو خارطة الطريق. هذه الخطوة أدت إلى استمرار الاضطرابات المدنية في مصر حتى يومنا هذا.

## قائمة المراجع
1. 1 2 3 4 5 6 7 8 9 10 11 12 13 14 15 16 17 18 19 20 21 22 23 24 25 26 27 28 29 30 31 32 33 34 35 36 37 38 39 40 41 42 43 44 45 46 47 48 49 50 51 52 53 54 55 56 57 58 59 60 61 62 63 64 65 66 67 68 69 70 71 72 73 74 75 76 77 78 79 80 81 82 83 84 85 86 87 88 89 90 91 92 93 94 95 96 97 98 99 100 101 102 103 104 105 106 107 108 109 110 111 112 113 114 115 116 117 118 119 120 121 122 123 124 125 126 127 128 129 130 131 132 133 134 135 136 137 138 139 140 141 142 143 144 145 146 147 148 149 150 151 152 153 154 155 156 157 158 159 160 161 162 163 164 165 166 167 168 169 170 171 172 173 174 175 176 177 178 179 180 181 182 183 184 185 186 187 188 189 190 191 192 193 194 195 196 197 198 199 200 201 202 203 204 205 206 207 208 209 210 211 212 213 214 215 216 217 218 219 220 221 222 223 224 225 226 227 228 229 230 231 232 233 234 235 236 237   {{استشهاد بخبر}}: استشهاد فارغ! (مساعدة)
2. ↑  "Morsy issues new constitutional declaration". Egypt Independent. 22 نوفمبر 2012. مؤرشف من الأصل في 2017-04-17. اطلع عليه بتاريخ 2013-08-14.
3. 1 2 3   {{استشهاد بوسائط مرئية ومسموعة}}: استشهاد فارغ! (مساعدة)
4. ↑  David D. Kirkpatrick (26 نوفمبر 2012). "Egypt's government shows rift over Morsi decree – World". The Boston Globe. مؤرشف من الأصل في 2018-08-13. اطلع عليه بتاريخ 2013-08-14.
5. ↑  "Egypt's opposition to appeal 'fraudulent' referendum results". Al Arabiya. 23 ديسمبر 2012. مؤرشف من الأصل في 2015-02-02. اطلع عليه بتاريخ 2013-07-04.
6. ↑  "Egypt opposition cries 'fraud' in referendum". The Daily Star. 23 ديسمبر 2012. مؤرشف من الأصل في 2016-10-09.
7. ↑  "Mohammed Morsi's ouster: Key events in Egypt's uprising and unrest," India Today, 4 July 2013. نسخة محفوظة 2 February 2015 على موقع واي باك مشين.
8. 1 2 3  Umar Farooq (30 يونيو 2013). "Seeking New Leadership, Millions of Egyptians Take to the Streets". The Atlantic. مؤرشف من الأصل في 2018-09-29.
9. 1 2  "Egypt: Mahalla workers join rebellion, reject privatization plans". MENA Solidarity Network. 28 يونيو 2013. مؤرشف من الأصل في 2018-09-30.
10. 1 2 3  "Tahrir Square protesters show President Mursi the 'red card'". Al Arabiya. 30 يونيو 2013. مؤرشف من الأصل في 2019-06-30.
11. 1 2  "Anti-Mursi 'Rebel' campaign receives more than 22 million signatures". 29 يونيو 2013. مؤرشف من الأصل في 2018-10-18.
12. ↑  "Morsi supporters stage demonstrations in Alexandria, other cities – Trend.Az". En.trend.az. 16 يوليو 2013. مؤرشف من الأصل في 2014-04-21. اطلع عليه بتاريخ 2013-08-14.
13. ↑  Youssef، Nancy A. "Tales of witnesses to Cairo massacre back pro-Morsi version | McClatchy". Mcclatchydc.com. مؤرشف من الأصل في 2015-06-11. اطلع عليه بتاريخ 2013-08-14.
14. ↑  "Scores killed in clashes at pro-Morsi rally – Middle East". Al Jazeera English. مؤرشف من الأصل في 2018-12-11. اطلع عليه بتاريخ 2013-08-14.
15. ↑  "Thousands rally in dueling protests in Egypt – Middle East". Al Jazeera English. مؤرشف من الأصل في 2018-08-23. اطلع عليه بتاريخ 2013-08-14.
16. ↑  Catherine Thompson (5 يوليو 2013). "Egyptian Army Denies Reports It Shot at Protesters | TPM LiveWire". Livewire.talkingpointsmemo.com. مؤرشف من الأصل في 2020-02-28. اطلع عليه بتاريخ 2013-08-14.
17. ↑  Youssef، Nancy A. (23 يوليو 2013). "CAIRO: Tales of witnesses to Cairo massacre back pro-Morsi version – World". MiamiHerald.com. مؤرشف من الأصل في 2014-04-21. اطلع عليه بتاريخ 2013-08-14.
18. ↑  "Archived copy". مؤرشف من الأصل في 2014-02-05. اطلع عليه بتاريخ 2016-02-04.{{استشهاد ويب}}:  صيانة الاستشهاد: الأرشيف كعنوان (link)
19. 1 2 3  "Morsi decree triggers mass protests in Egypt". Al Jazeera. 23 نوفمبر 2012. مؤرشف من الأصل في 2018-08-01. اطلع عليه بتاريخ 2012-11-30.
20. ↑  "Egypt's Morsi orders parliament to reconvene". Al Jazeera English. 9 يوليو 2012. مؤرشف من الأصل في 2019-08-20. اطلع عليه بتاريخ 2012-07-12.
21. 1 2 3  "Egypt's top court rebukes president's decree". Al Jazeera English. 10 يوليو 2012. مؤرشف من الأصل في 2018-08-01. اطلع عليه بتاريخ 2012-07-12.
22. ↑  "Egypt parliament meets in defiance of court". Al Jazeera English. 10 يوليو 2012. مؤرشف من الأصل في 2019-04-19. اطلع عليه بتاريخ 2012-07-13.
23. ↑  "Thousands in Cairo protest high court ruling". Al Jazeera English. 11 يوليو 2012. مؤرشف من الأصل في 2019-04-19. اطلع عليه بتاريخ 2012-07-13.
24. ↑  "Morsi pledges respect for Egypt court rulings". Al Jazeera English. 11 يوليو 2012. مؤرشف من الأصل في 2018-08-01. اطلع عليه بتاريخ 2012-07-13.
25. ↑  "Egypt appeals court says no jurisdiction over Parliament rulings". bikyamasr.com. 14 يوليو 2012. مؤرشف من الأصل في 2012-07-17. اطلع عليه بتاريخ 2012-07-15.
26. ↑  "Egyworkers strike in Mahalla". Stream.aljazeera.com. 16 يوليو 2012. مؤرشف من الأصل في 2013-10-29. اطلع عليه بتاريخ 2012-12-08.
27. ↑  "Egypt court says can't rule on fate of parliament". Agence France-Presse. France24. 19 يوليو 2012. مؤرشف من الأصل في 2012-09-06. اطلع عليه بتاريخ 2012-07-19.
28. 1 2  "Morsi orders amnesty for convicted criminals during Egypt's uprising". Xinhua. China Daily. 9 أكتوبر 2012. مؤرشف من الأصل في 2018-08-13. اطلع عليه بتاريخ 2012-10-09.
29. ↑  Ahmed Eleiba؛ Hatem Maher؛ Sherif Tarek (8 أغسطس 2012). "'Operation Eagle' will not stop until Sinai is terror-free: Egypt's military". Al Ahram. مؤرشف من الأصل في 2019-08-14. اطلع عليه بتاريخ 2012-08-09.
30. 1 2 3  "Crowds in Cairo praise Morsi's army overhaul". Al Jazeera English. مؤرشف من الأصل في 2019-08-05. اطلع عليه بتاريخ 2012-09-16.
31. ↑  Rageh، Rawya (12 أغسطس 2012). "Morsi's surprise sackings". Al Jazeera English. مؤرشف من الأصل في 2016-03-04. اطلع عليه بتاريخ 2012-09-16.
32. 1 2  "Egypt's president asserts authority over army". Al Jazeera. 12 أغسطس 2012. مؤرشف من الأصل في 2012-08-13. اطلع عليه بتاريخ 2012-08-12.
33. 1 2  "Egypt's Morsi passes law against media detention". Reuters. هاآرتس. 23 أغسطس 2012. مؤرشف من الأصل في 2015-06-07. اطلع عليه بتاريخ 2012-08-24.
34. ↑  "Egypt's constituent assembly case postponed until Oct 2". AGL. 8 سبتمبر 2012. مؤرشف من الأصل في 2013-02-18. اطلع عليه بتاريخ 2012-09-24.
35. ↑  Egypt army intervenes to pacify Salafist protest at U.S. embassy, Ahram Online, 11 September 2012. نسخة محفوظة 28 مارس 2019 على موقع واي باك مشين.
36. ↑  "Egyptian Protesters Scale U.S. Embassy Walls, Rip Down Flag", San Francisco Chronicle, 14 September 2012. نسخة محفوظة 1 أكتوبر 2012 على موقع واي باك مشين.
37. ↑  "The price of Obama's Muslim empathy". Washingtontimes.com. 20 سبتمبر 2012. مؤرشف من الأصل في 2016-08-10. اطلع عليه بتاريخ 2012-12-09.
38. ↑  "Muslim Cleric Tears Bible at Protest Outside the US Embassy in Cairo". Aina.org. 14 سبتمبر 2012. مؤرشف من الأصل في 2018-11-25. اطلع عليه بتاريخ 2012-12-09.
39. ↑  "Egyptian court rules parliament's lower house "null"". وكالة أنباء شينخوا. 22 سبتمبر 2012. مؤرشف من الأصل في 2012-11-27. اطلع عليه بتاريخ 2012-09-24.
40. ↑  "Egypt doctors strike for better wages, services". Yahoo News. 1 October 2012. مؤرشف من الأصل في 16 نوفمبر 2018. اطلع عليه بتاريخ أكتوبر 2020. {{استشهاد ويب}}: تحقق من التاريخ في: |تاريخ الوصول= (مساعدة)
41. ↑  Ramadan Al Sherbini (18 أكتوبر 2012). "Ruling on constitution panel delayed amid splits". Gulf News. مؤرشف من الأصل في 2014-02-27. اطلع عليه بتاريخ 2012-10-02.
42. ↑  Whittle، Thomas (2 أكتوبر 2012). "Verdict on dissolution of Egypt's Constituent Assembly postponed". وكالة أنباء شينخوا. NZ Week. مؤرشف من الأصل في 2016-03-28. اطلع عليه بتاريخ 2012-10-02.
43. ↑  "Egypt's President pardons revolutionaries of 2011–2012". The Voice of Russia. 9 أكتوبر 2012. مؤرشف من الأصل في 2012-10-10. اطلع عليه بتاريخ 2012-10-09.
44. ↑  "Egypt's President pardons all political prisoners". Euronews. 9 أكتوبر 2012. مؤرشف من الأصل في 2018-08-29. اطلع عليه بتاريخ 2012-10-09.
45. ↑  "Egypt's President pardons 'revolutionaries'". Press Trust of India. 9 أكتوبر 2012. مؤرشف من الأصل في 2018-05-02. اطلع عليه بتاريخ 2012-10-09.
46. ↑  Areeb Hasni (9 أكتوبر 2012). "Egypt: President Mursi pardons all 'revolution' detainees". The News Tribe. مؤرشف من الأصل في 2018-06-26. اطلع عليه بتاريخ 2012-10-09.
47. ↑  "Mursi pardons those convicted over 'revolution'". Al Arabiya. 9 أكتوبر 2012. مؤرشف من الأصل في 2012-10-09. اطلع عليه بتاريخ 2012-10-09.
48. 1 2 3 4   {{استشهاد بخبر}}: استشهاد فارغ! (مساعدة)[وصلة مكسورة]
49. ↑  "Supporters and Opponents of Egypt's President Clash". Voice of America. 12 أكتوبر 2012. مؤرشف من الأصل في 2019-04-19. اطلع عليه بتاريخ 2012-10-14.
50. ↑  "Egypt's constitutional assembly case referred to Supreme Court". Al Arabiya. 23 أكتوبر 2012. مؤرشف من الأصل في 2012-10-23. اطلع عليه بتاريخ 2012-10-23.
51. ↑  Ramadan Al Sherbini. "Top court to decide fate of constitution panel". Gulf News. مؤرشف من الأصل في 2014-02-27. اطلع عليه بتاريخ 2012-10-23.
52. ↑  Michael، Maggie (23 أكتوبر 2012). "Egypt's Top Court to Rule on Constitutional Panel". abc News. مؤرشف من الأصل في 2012-10-28. اطلع عليه بتاريخ 2012-10-23.
53. ↑  "Egypt: The president's new powers". Al Jazeera English. 24 نوفمبر 2012. مؤرشف من الأصل في 2019-04-12. اطلع عليه بتاريخ 2012-12-01.
54. ↑  "Egypt's Morsi assumes wide powers". Al Jazeera English. 23 نوفمبر 2012. مؤرشف من الأصل في 2019-07-13. اطلع عليه بتاريخ 2012-11-30.
55. ↑  "Egypt's Mursi assumes sweeping powers, branded 'new pharaoh'". Agence France-Presse. South China Morning Post. 23 نوفمبر 2012. مؤرشف من الأصل في 2016-09-24. اطلع عليه بتاريخ 2012-11-30.
56. ↑  "Egypt judges condemn Morsi's new powers". Al Jazeera English. مؤرشف من الأصل في 2018-08-01. اطلع عليه بتاريخ 2012-12-01.
57. ↑  "Egypt crisis hits stock exchange". Al Jazeera English. 25 نوفمبر 2012. مؤرشف من الأصل في 2018-08-01. اطلع عليه بتاريخ 2012-12-01.
58. 1 2  "Mass anti-Morsi rally in Egyptian capital". Al Jazeera English. 28 نوفمبر 2012. مؤرشف من الأصل في 2019-01-06. اطلع عليه بتاريخ 2012-12-01.
59. ↑  "Egypt's Morsi stands by decree". Al Jazeera English. Al Jazeera English. 26 نوفمبر 2012. مؤرشف من الأصل في 2019-02-04. اطلع عليه بتاريخ 2012-12-01.
60. ↑  Deaths of Gaber Salah, Islam Masoud Signal Egypt's Dangerous Divisions ذا ديلي بيست, 27 November 2012 "نسخة مؤرشفة". مؤرشف من الأصل في 2016-08-19. اطلع عليه بتاريخ 2019-08-26.{{استشهاد ويب}}:  صيانة الاستشهاد: BOT: original URL status unknown (link)
61. 1 2  "Egypt speeds vote on draft constitution". Al Jazeera English. 29 نوفمبر 2012. مؤرشف من الأصل في 2018-08-01. اطلع عليه بتاريخ 2012-12-02.
62. ↑  Socialist Alliance holds slain protester's funeral in Egypt's Tahrir الأهرام, 28 November 2012. نسخة محفوظة 4 مارس 2016 على موقع واي باك مشين.
63. ↑  Carlstrom، Gregg (30 نوفمبر 2012). "Controversial clauses in Egypt's constitution". Al Jazeera English. مؤرشف من الأصل في 2018-08-01. اطلع عليه بتاريخ 2012-12-14.
64. ↑  "Egypt assembly adopts draft constitution". Al Jazeera English. 30 نوفمبر 2012. مؤرشف من الأصل في 2018-08-01. اطلع عليه بتاريخ 2012-12-14.
65. ↑  "Thousands rally in Cairo against constitution". Al Jazeera. 1 ديسمبر 2012. مؤرشف من الأصل في 2018-08-01. اطلع عليه بتاريخ 2012-12-14.
66. ↑  "Morsy calls Egyptians to vote on Constitution on 15 December". Egypt Independent. 1 ديسمبر 2012. مؤرشف من الأصل في 2017-04-23. اطلع عليه بتاريخ 2012-12-01.
67. ↑  "Egypt to hold December referendum on new constitution". BBC News Middle East. 1 ديسمبر 2012. مؤرشف من الأصل في 2019-07-28. اطلع عليه بتاريخ 2012-12-14.
68. ↑  "Egypt crisis: Islamists rally for President Morsi". BBC News Middle East. 1 ديسمبر 2012. مؤرشف من الأصل في 2019-07-28. اطلع عليه بتاريخ 2012-12-14.
69. ↑  Kirkpatrick، David D. (1 ديسمبر 2012). "Amid Egypt's Duel on Democracy, Morsi Calls for Vote". The New York Times 2012. مؤرشف من الأصل في 2018-08-16. اطلع عليه بتاريخ 2012-12-14.
70. ↑  McCrummen، Stephanie (1 ديسمبر 2012). "Morsi sets date for referendum on charter as his Islamist supporters rally in Cairo". The Washington Post. مؤرشف من الأصل في 2016-09-16. اطلع عليه بتاريخ 2012-12-14.
71. ↑  "Morsi calls referendum on new constitution". Al Jazeera English. 2 ديسمبر 2012. مؤرشف من الأصل في 2018-08-01. اطلع عليه بتاريخ 2012-12-14.
72. ↑  Ruth Whitehead (1 ديسمبر 2012). "Muslim Brotherhood 'paying gangs to go out and rape women and beat men protesting in Egypt' as thousands of demonstrators pour on to the streets". Daily Mail. London. مؤرشف من الأصل في 2019-08-25. اطلع عليه بتاريخ 2013-02-24.
73. ↑  "Egypt court halts all work amid Islamist 'pressure'". BBC News Middle East. 2 ديسمبر 2012. مؤرشف من الأصل في 2019-07-28. اطلع عليه بتاريخ 2012-12-14.
74. ↑  Kirkpatrick، David D. (2 ديسمبر 2012). "Egyptian Court Postpones Ruling on Constitutional Assembly". The New York Times. مؤرشف من الأصل في 2014-12-16. اطلع عليه بتاريخ 2012-12-14.
75. ↑  Reza Sayah؛ Amir Ahmed (3 ديسمبر 2012). "Egypt's high court suspends sessions after protesters block judges' way". CNN. مؤرشف من الأصل في 2016-06-11. اطلع عليه بتاريخ 2012-12-14.
76. ↑  "Egypt's top court on indefinite strike". Al Jazeera English. 2 ديسمبر 2012. مؤرشف من الأصل في 2019-05-17. اطلع عليه بتاريخ 2012-12-14.
77. ↑  "Egypt judges reject role in constitution vote". Al Jazeera English. 3 ديسمبر 2012. مؤرشف من الأصل في 2018-08-01. اطلع عليه بتاريخ 2012-12-14.
78. ↑  "Egypt judges 'to oversee referendum' despite boycott". BBC News Middle East. 3 ديسمبر 2012. مؤرشف من الأصل في 2019-05-20. اطلع عليه بتاريخ 2012-12-14.
79. ↑  McCrummen، Stephanie (3 ديسمبر 2012). "Egypt's Supreme Judicial Council to oversee constitutional referendum". The Washington Post. مؤرشف من الأصل في 2018-07-03. اطلع عليه بتاريخ 2012-12-14.
80. ↑  Fahim، Kareem (3 ديسمبر 2012). "Egyptian Judges Break Ranks to Support Morsi Vote Request". The New York Times. مؤرشف من الأصل في 2018-08-16. اطلع عليه بتاريخ 2012-12-14.
81. ↑  Nasser، Marwa؛ Jabeen (4 ديسمبر 2012). "Protesters reach palace; Morsi flees". واشنطن تايمز. مؤرشف من الأصل في 2016-05-30. اطلع عليه بتاريخ 2012-12-05.
82. ↑  Saleh، Yasmine؛ Awad، Marwa (4 ديسمبر 2012). "Egypt's Mursi leaves palace as police battle protesters". Reuters. مؤرشف من الأصل في 2015-09-24. اطلع عليه بتاريخ 2012-12-06.
83. ↑  Stephanie McCrummen؛ Abigail Hauslohner (4 ديسمبر 2012). "Egyptians take anti-Morsi protests to presidential palace". The Washington Post. مؤرشف من الأصل في 2017-05-06. اطلع عليه بتاريخ 2012-12-16.
84. 1 2  "Protesters attack palace, party headquarters in Egypt". CNN Wire Staff. CNN. 5 ديسمبر 2012. مؤرشف من الأصل في 2016-06-11. اطلع عليه بتاريخ 2012-12-16.
85. ↑  "Clashes outside Egypt presidential palace in Cairo". BBC News Middle East. 4 ديسمبر 2012. مؤرشف من الأصل في 2019-06-17. اطلع عليه بتاريخ 2012-12-16.
86. ↑  "Clashes outside Egypt's presidential palace". Al Jazeera English. 5 ديسمبر 2012. مؤرشف من الأصل في 2018-08-01. اطلع عليه بتاريخ 2012-12-16.
87. ↑  Kirkpatrick، David D. (4 ديسمبر 2012). "Thousands of Egyptians Protest Plan for Charter". The New York Times. مؤرشف من الأصل في 2018-08-15. اطلع عليه بتاريخ 2012-12-16.
88. ↑  "El-Baradei, Sabbahi and others to be investigated for 'espionage'". Al Masry Al Youm. 4 ديسمبر 2012. مؤرشف من الأصل في 2019-06-09. اطلع عليه بتاريخ 2012-12-07.
89. 1 2  Siddique، Haroon (5 ديسمبر 2012). "Mohamed Morsi supporters and opponents clash in Cairo". الغارديان. London. مؤرشف من الأصل في 2018-07-03. اطلع عليه بتاريخ 2012-12-05.
90. ↑  Richard Spencer؛ Magdy Samaan, Cairo. "100,000 surround Egypt president's palace". Brisbanetimes.com.au. مؤرشف من الأصل في 2018-05-16. اطلع عليه بتاريخ 2012-12-08.
91. ↑  "Update: Four reported dead in presidential palace clashes". مصر المستقلة. 5 ديسمبر 2012. مؤرشف من الأصل في 2016-12-25. اطلع عليه بتاريخ 2012-12-06.
92. ↑  Reza Sayah؛ Michael Pearson؛ Laura Smith-Spark (6 ديسمبر 2012). "Morsy to address Egyptians amid mounting violence". CNN. مؤرشف من الأصل في 2016-06-11. اطلع عليه بتاريخ 2012-12-16.
93. ↑  "Egypt crisis: Fatal Cairo clashes amid constitution row". BBC News Middle East. 6 ديسمبر 2012. مؤرشف من الأصل في 2019-06-17. اطلع عليه بتاريخ 2012-12-16.
94. ↑  "Clashes erupt at Egypt presidential palace". Al Jazeera English. 6 ديسمبر 2012. مؤرشف من الأصل في 2018-08-01. اطلع عليه بتاريخ 2012-12-16.
95. ↑  "Egypt army erects barriers at Cairo presidential palace". BBC News Middle East. 6 ديسمبر 2012. مؤرشف من الأصل في 2019-07-13. اطلع عليه بتاريخ 2012-12-06.
96. ↑  "Egypt's Morsi meets with army chief to discuss stabilization". Haaretz. 6 ديسمبر 2012. مؤرشف من الأصل في 2015-04-24. اطلع عليه بتاريخ 2012-12-06.
97. 1 2  Stephanie McCrummen؛ Abigail Hauslohner (7 ديسمبر 2012). "Egypt's Morsi, looking to army for support, pushes charter that enshrines military's power". The Washington Post. مؤرشف من الأصل في 2017-08-29. اطلع عليه بتاريخ 2012-12-22.
98. 1 2 3  Reza Sayah؛ Ian Lee؛ Greg Botelho (7 ديسمبر 2012). "Egypt's Morsy stands by edict, calls for punishment of violent protesters". CNN. مؤرشف من الأصل في 2016-06-11. اطلع عليه بتاريخ 2012-12-22.
99. ↑  "Egypt army erects barriers at Cairo presidential palace". BBC News Middle East. 6 ديسمبر 2012. مؤرشف من الأصل في 2019-07-13. اطلع عليه بتاريخ 2012-12-22.
100. ↑  "Morsi: 'I won't tolerate anyone working to overthrow a legitimate government'". RT. 6 ديسمبر 2012. مؤرشف من الأصل في 2016-07-01. اطلع عليه بتاريخ 2012-12-06.
101. 1 2  Kirkpatrick، David D. (6 ديسمبر 2012). "Morsi Defends Wide Authority as Turmoil Rises in Egypt". The New York Times. مؤرشف من الأصل في 2018-08-16. اطلع عليه بتاريخ 2012-12-22.
102. ↑  "Curfew hits Cairo after military tanks quell anti-Morsi protests". RT. 6 ديسمبر 2012. مؤرشف من الأصل في 2016-07-01. اطلع عليه بتاريخ 2012-12-06.
103. ↑  "Morsi addresses Egypt amid ongoing unrest". Al Jazeera English. 6 ديسمبر 2012. مؤرشف من الأصل في 2018-08-01. اطلع عليه بتاريخ 2012-12-22.
104. ↑  David D. Kirkpatrick؛ Alan Cowell (7 ديسمبر 2012). "Cairo Protesters Take to Streets as Political Crisis Deepens". The New York Times. Cairo. مؤرشف من الأصل في 2018-08-15. اطلع عليه بتاريخ 2012-12-07.
105. ↑  Reza Sayah؛ Ian Lee؛ Greg Botelho (7 ديسمبر 2012). "Demonstrators again challenge Egypt's Morsy". CNN. مؤرشف من الأصل في 2016-06-11. اطلع عليه بتاريخ 2012-12-22.
106. ↑  Kirkpatrick، David D. (7 ديسمبر 2012). "Morsi Turns to His Islamist Backers as Egypt's Crisis Grows". The New York Times. مؤرشف من الأصل في 2018-08-16. اطلع عليه بتاريخ 2012-12-22.
107. 1 2  Abigail Hauslohner؛ Stephanie McCrummen (7 ديسمبر 2012). "Egypt's opposition defies call for dialogue, marches on presidential palace". The Washington Post. مؤرشف من الأصل في 2016-08-10. اطلع عليه بتاريخ 2012-12-22.
108. 1 2  "Egypt opposition rejects President Morsi's call for talks". BBC News Middle East. 7 ديسمبر 2012. مؤرشف من الأصل في 2019-06-17. اطلع عليه بتاريخ 2012-12-22.
109. 1 2  "Tensions high after thousands march in Cairo". Al Jazeera English. 7 ديسمبر 2012. مؤرشف من الأصل في 2018-08-01. اطلع عليه بتاريخ 2012-12-22.
110. ↑  "Al-Masry Al-Youm Reports From Brotherhood Torture Chambers". Al-Masry Al-Youm. Al-Monitor. 7 ديسمبر 2012. مؤرشف من الأصل في 2019-02-08. اطلع عليه بتاريخ 2012-12-07.
111. 1 2  "Egypt: Army warns it will not allow 'dark tunnel'". BBC. 8 ديسمبر 2012. مؤرشف من الأصل في 2014-04-23. اطلع عليه بتاريخ 2012-12-08.
112. ↑  "Egypt's Mursi to authorise army to take on security role". Reuters. 8 ديسمبر 2012. مؤرشف من الأصل في 2013-07-05. اطلع عليه بتاريخ 2012-12-08.
113. ↑  Kirkpatrick، David D. (28 ديسمبر 2012). "Backing Off Added Powers, Egypt's Leader Presses Vote". Egypt: The New York Times. مؤرشف من الأصل في 2019-06-22. اطلع عليه بتاريخ 2012-12-30.
114. ↑  "Morsi calls for constitution vote to go ahead". Al Jazeera English. 8 ديسمبر 2012. مؤرشف من الأصل في 2018-08-01. اطلع عليه بتاريخ 2012-12-30.
115. ↑  "Egypt's Mursi annuls controversial decree, opposition says not enough". Al Arabiya. 9 ديسمبر 2012. مؤرشف من الأصل في 2012-12-09. اطلع عليه بتاريخ 2012-12-09.
116. ↑  Sayah، Reza (9 ديسمبر 2012). "Egypt's president pulls back on power decree, pushes referendum". CNN. مؤرشف من الأصل في 2016-03-04. اطلع عليه بتاريخ 2012-12-30.
117. 1 2  "Egypt's Morsi rescinds controversial decree". Al Jazeera English. 9 ديسمبر 2012. مؤرشف من الأصل في 2019-06-21. اطلع عليه بتاريخ 2012-12-30.
118. ↑  McCrummen، Stephanie (8 ديسمبر 2012). "Egypt's Morsi annuls most of contested decree, stays firm on Dec. 15 referendum". The Washington Post. مؤرشف من الأصل في 2017-10-19. اطلع عليه بتاريخ 2012-12-30.
119. ↑  "Egypt crisis: Morsi offers concession in decree annulment". BBC News Middle East. 9 ديسمبر 2012. مؤرشف من الأصل في 2019-07-28. اطلع عليه بتاريخ 2012-12-30.
120. ↑  Abigail Hauslohner؛ Ingy Hassieb (9 ديسمبر 2012). "Confusion pervades Egypt's opposition after Morsi rescinds decree". The Washington Post. مؤرشف من الأصل في 2018-12-10. اطلع عليه بتاريخ 2012-12-30.
121. ↑  Reza Sayah؛ Amir Ahmed (9 ديسمبر 2012). "Egyptian opposition calls for massive rally ahead of vote". CNN. مؤرشف من الأصل في 2016-06-11. اطلع عليه بتاريخ 2012-12-30.
122. ↑  "Egypt opposition rejects planned referendum". Al Jazeera English. 9 ديسمبر 2012. مؤرشف من الأصل في 2018-08-01. اطلع عليه بتاريخ 2012-12-30.
123. 1 2 3  Kirkpatrick، David D. (25 يناير 2013). "Egyptians Protest on Revolt Anniversary". The New York Times. مؤرشف من الأصل في 2013-01-25. اطلع عليه بتاريخ 2013-01-25.
124. 1 2 3 4 5 6  "Five die in Egypt violence on anniversary of uprising". Reuters. 25 يناير 2013. مؤرشف من الأصل في 2015-09-24. اطلع عليه بتاريخ 2013-01-25.
125. 1 2  "Fatal clashes on Egypt uprising anniversary". BBC. 25 يناير 2013. مؤرشف من الأصل في 2013-01-25. اطلع عليه بتاريخ 2013-01-25.
126. ↑  "Egypt unrest: Death sentences over football riots spark violence". BBC. 26 يناير 2013. مؤرشف من الأصل في 2019-07-28. اطلع عليه بتاريخ 2013-01-26.
127. ↑  Ridman، Melanie (27 يناير 2013). "3 dead, hundreds hurt at funerals in Egypt port city". The Jerusalem Post. Reuters. مؤرشف من الأصل في 2013-03-17. اطلع عليه بتاريخ 2013-01-27.
128. ↑  David D. Kirkpatrick؛ Mayy El Sheikh (27 يناير 2013). "Egyptian City Erupts in Chaos After Sentences". نيويورك تايمز. مؤرشف من الأصل في 2014-12-16. اطلع عليه بتاريخ 2013-01-27.
129. ↑  "Seven die Sunday in Port Said clashes". Ahram Online. 27 يناير 2013. مؤرشف من الأصل في 2016-03-04. اطلع عليه بتاريخ 2013-01-27.
130. ↑  "Mr. President's speech concerning the events of Port Said and Suez". Egyptian Presidency. 27 يناير 2013. مؤرشف من الأصل في 2016-04-29. اطلع عليه بتاريخ 2013-01-28.
131. ↑  "Morsy invites ElBaradei, Sabbahi, Islamists to dialogue". Egypt Independent. 27 يناير 2013. مؤرشف من الأصل في 2013-01-30. اطلع عليه بتاريخ 2013-01-28.
132. ↑  "Egypt opposition rejects Mohammed Morsi dialogue call". BBC. 28 يناير 2013. مؤرشف من الأصل في 2013-01-28. اطلع عليه بتاريخ 2013-01-28.
133. 1 2 3  Abdellatif، Reem (28 يناير 2013). "Egypt protests continue; opposition rejects talks with Morsi". Los Angeles Times. مؤرشف من الأصل في 2013-02-02. اطلع عليه بتاريخ 2013-01-28.
134. 1 2 3 4  Kirkpatrick، David D. (28 يناير 2013). "Protests Grow on Fifth Day of Unrest in Egypt". The New York Times. مؤرشف من الأصل في 2013-01-29. اطلع عليه بتاريخ 2013-01-28.
135. ↑  "Update: Protesters detain police officer, torch armored vehicle in Tahrir". Egypt. 28 يناير 2013. مؤرشف من الأصل في 2018-08-13. اطلع عليه بتاريخ 2013-01-29.
136. ↑  Fahim، Kareem؛ Kirkpatrick، David D.؛ Sheikh، Mayy El (30 يناير 2013). "Egyptian Army Chief Warns of 'Collapse of State' Amid Chaos". The New York Times. مؤرشف من الأصل في 2019-05-28.
137. ↑  2 killed in violence near Tahrir Square الصحيفة الهندوسية, 30 January 2013. نسخة محفوظة 21 أبريل 2014 على موقع واي باك مشين.
138. 1 2  Kareem Fahim؛ David D. Kirkpatrick (1 فبراير 2013). "Clashes at Egypt's Presidential Palace". The New York Times. مؤرشف من الأصل في 2013-02-04. اطلع عليه بتاريخ 2013-02-01.
139. ↑  "Health Ministry: One dead, 91 injured during Friday clashes". Egypt Independent. 2 فبراير 2013. مؤرشف من الأصل في 2016-08-15. اطلع عليه بتاريخ 2013-02-03.
140. ↑  Second Egyptian protester dies from wounds sustained in palace clashes Al Ahram, 3 February 2013 نسخة محفوظة 4 مارس 2016 على موقع واي باك مشين.
141. ↑  "Police drag protester, strip him naked - Egypt Independent". مؤرشف من الأصل في 2016-09-25.
142. ↑  "''Al Arabiya'': Egypt presidency says 'pained' by dragging, beating of naked protester". English.alarabiya.net. مؤرشف من الأصل في 2013-08-14. اطلع عليه بتاريخ 2013-08-14.
143. ↑  FP Staff. "Man beaten by Egypt police shown on TV blaming protesters". Firstpost.com. مؤرشف من الأصل في 2018-09-26. اطلع عليه بتاريخ 2013-08-14.
144. ↑  Patrick Kingsley in Cairo (3 فبراير 2013). "Egypt tensions rise as footage emerges of police beating protester". The Guardian. London. مؤرشف من الأصل في 2017-12-14. اطلع عليه بتاريخ 2013-08-14.
145. ↑  Samer al-Atrush (2 فبراير 2013). "''AFP'': Egypt opposition hardens stand on Morsi". Modernghana.com. مؤرشف من الأصل في 2016-04-09. اطلع عليه بتاريخ 2013-08-14.
146. ↑  "Victim of police torture changes testimony, accuses officers". Al-Ahram. 4 فبراير 2013. مؤرشف من الأصل في 2016-04-15. اطلع عليه بتاريخ 2013-02-04.
147. ↑  "''Al Ahram'': I will leave my position if people want: Egypt's interior minister". English.ahram.org.eg. 2 فبراير 2013. مؤرشف من الأصل في 2016-03-04. اطلع عليه بتاريخ 2013-08-14.
148. ↑  "Egypt's culture minister resigns 'to protest assault on stripped protester'". Al-Ahram. 4 فبراير 2013. مؤرشف من الأصل في 2016-03-04. اطلع عليه بتاريخ 2013-02-05.
149. ↑  "Egypt protester El-Gendy was tortured: Security sources". Al Ahram. 6 فبراير 2013. مؤرشف من الأصل في 2016-03-04. اطلع عليه بتاريخ 2013-02-07.
150. ↑  "Egypt protester dies from alleged police torture". Al Ahram. 4 فبراير 2013. مؤرشف من الأصل في 2016-03-04. اطلع عليه بتاريخ 2013-02-04.
151. ↑  Sarah El Deeb؛ Amir Makar (11 فبراير 2013). "Egypt Protests on Anniversary of Mubarak Ouster". ABC. Cairo. AP. مؤرشف من الأصل في 2013-02-15. اطلع عليه بتاريخ 2013-02-11.
152. ↑  Port Said confirms 3 civilians, 2 police dead: Health ministry Al Ahram, 4 March 2013 نسخة محفوظة 15 أغسطس 2016 على موقع واي باك مشين.
153. ↑  UPDATED: Five killed in Port Said clashes; Egypt army denies exchanging fire with police Al Ahram, 4 March 2013 نسخة محفوظة 4 مارس 2016 على موقع واي باك مشين.
154. ↑  One protester killed in Egypt's Port Said on Tuesday Al Ahram, 6 March 2013 نسخة محفوظة 4 مارس 2016 على موقع واي باك مشين.
155. ↑  Riots follow court verdict as Egypt braces for more violence Al-Ahram, 11 March 2013 نسخة محفوظة 17 مارس 2017 على موقع واي باك مشين.
156. ↑  Calm morning follows a tense night of clashes in Egypt's Mahalla Al Ahram, 10 March 2013 نسخة محفوظة 10 فبراير 2014 على موقع واي باك مشين.
157. ↑  Arrest Warrant Issued For Bassem Youssef, TV Satirist Known As 'Egypt's Jon Stewart' by Sarah El Deeb, أسوشيتد برس (reprinted in the هافينغتون بوست), 30 March 2013. نسخة محفوظة 9 مارس 2016 على موقع واي باك مشين.
158. ↑  Egypt satirist questioned for insulting Morsi, قناة الجزيرة الإنجليزية, 31 March 2013. "نسخة مؤرشفة". مؤرشف من الأصل في 2019-04-05. اطلع عليه بتاريخ 2019-08-26.{{استشهاد ويب}}:  صيانة الاستشهاد: BOT: original URL status unknown (link)
159. ↑  Fahim، Kareem (31 مارس 2013). "Egyptian Satirist Posts Bail as Authorities Press Case". The New York Times. مؤرشف من الأصل في 2019-07-12.
160. ↑  Worldwide support for Egyptian satirist’s fight for free speech, قناة العربية, 2 April 2013. نسخة محفوظة 1 أبريل 2019 على موقع واي باك مشين.
161. ↑  The Daily Show: Egypt, Mohamed Morsi, and Bassem Youssef, ذا ديلي شو, 2 April 2013. نسخة محفوظة 22 أغسطس 2019 على موقع واي باك مشين.
162. ↑  "Militants release seven Egyptians kidnapped in Sinai". Egypt Independent. 22 مايو 2013. مؤرشف من الأصل في 2016-03-05.
163. ↑  "Regarding the kidnapped Soldiers". Daily News Egypt. 20 مايو 2013. مؤرشف من الأصل في 2015-09-23.
164. ↑  "Police blame Sinai jihadis for officer's murder". Egypt Independent. 10 يونيو 2013. مؤرشف من الأصل في 2016-12-28.
165. ↑  "Egypt interior minister forced to leave security officer's funeral". Ahram Online. 10 يونيو 2013. مؤرشف من الأصل في 2016-03-04.
166. ↑  Kingsley، Patrick (17 يونيو 2013). "Egypt's Mohamed Morsi appoints hardline Islamist to govern Luxor". The Guardian. London. مؤرشف من الأصل في 2019-05-14.
167. ↑  "Egypt: Morsi-appointed Luxor governor resigns". Yahoo News. 23 June 2013. مؤرشف من الأصل في 16 نوفمبر 2018. اطلع عليه بتاريخ أكتوبر 2020. {{استشهاد بخبر}}: تحقق من التاريخ في: |تاريخ الوصول= (مساعدة)
168. ↑  "Egypt mob attack kills four Shia Muslims near Cairo". BBC News. 24 يونيو 2013. مؤرشف من الأصل في 2019-07-12.
169. ↑  "Amnesty urges Morsi to protect Egypt's Shias". Ahram Online. 25 يونيو 2013. مؤرشف من الأصل في 2016-03-04.
170. ↑  "Morsi's Pre-Tamarod Speech: Threats, Lies, and Manipulation". Atlantic Council. 27 يونيو 2013. مؤرشف من الأصل في 2013-06-30. اطلع عليه بتاريخ 2013-07-01.
171. ↑  "Egypt: opposition even more determined after Morsi speech". Ansamed. 27 يونيو 2013. مؤرشف من الأصل في 2019-06-21.
172. ↑  Hauslohner، Abigail (28 يونيو 2013). "Egyptian group accuses U.S. of backing Morsi; American student killed during clashes". Washington Post. مؤرشف من الأصل في 2016-03-12. اطلع عليه بتاريخ 2013-06-30.
173. ↑  Hamza Hendawi The Associated Press, Alastair Macdonald (30 يوليو 2013). "Egypt protests: Thousands gather at Tahrir Square to demand Morsi's ouster". Toronto: thestar.com. مؤرشف من الأصل في 2019-07-06.
174. ↑  "Egypt: BBC inside Tahrir Square amid demonstration". BBC News. 30 يونيو 2013. مؤرشف من الأصل في 2015-05-24.
175. ↑  "BBC in Egypt: 'People were not expecting this'". BBC News. 30 يونيو 2013. مؤرشف من الأصل في 2016-07-21.
176. ↑  Alsharif، Asma (30 يونيو 2013). "Millions flood Egypt's streets to demand Mursi quit". Reuters. مؤرشف من الأصل في 2015-09-24.
177. ↑  "Google throws a spanner in Al-Sisi's works". Middle East Monitor - The Latest from the Middle East. مؤرشف من الأصل في 2013-08-13. اطلع عليه بتاريخ 2013-08-22.
178. ↑  Shaimaa Fayed؛ Yasmine Saleh (30 يونيو 2013). "Millions flood Egypt's streets to demand Mursi quit". Reuters. مؤرشف من الأصل في 2015-09-24.
179. ↑  "Protesters flood Egypt streets". مؤرشف من الأصل في 2019-07-27.
180. ↑  Hamza Hendawi؛ Maggie Michael (21 يونيو 2013). "More Than 100,000 Morsi Supporters Protest Ahead of Opposition Rally in Egypt". Huffington Post. مؤرشف من الأصل في 2016-03-06.
181. ↑  "Egypt protesters storm Muslim Brotherhood headquarters". BBC News. 1 يوليو 2013. مؤرشف من الأصل في 2019-07-28. اطلع عليه بتاريخ 2013-07-01.
182. ↑  Abdelaziz، Salma (1 يوليو 2013). "Egyptian military issues warning over protests". سي إن إن. مؤرشف من الأصل في 2018-12-10. اطلع عليه بتاريخ 2013-07-01.
183. ↑  Patrick Werr (1 يوليو 2013). "Four Egyptian ministers resign after protests: cabinet official". Reuters. مؤرشف من الأصل في 2015-09-24. اطلع عليه بتاريخ 2013-07-01.
184. ↑  "FM becomes fifth cabinet official to resign". مصر المستقلة. 2 يوليو 2013. مؤرشف من الأصل في 2017-01-08. اطلع عليه بتاريخ 2013-07-02.
185. ↑  "Egypt crisis: President Morsi rejects army ultimatum". BBC News. 2 يوليو 2013. مؤرشف من الأصل في 2019-06-26. اطلع عليه بتاريخ 2013-07-02.
186. ↑  Shahine، Alaa. "Mursi Trust in Army's Man Loyalty Backfires as Egypt Teeters". Bloomberg.com. مؤرشف من الأصل في 2014-07-09. اطلع عليه بتاريخ 2013-08-14.
187. ↑  "Court orders return of Meguid Mahmoud as prosecutor general". مصر المستقلة. 2 يوليو 2013. مؤرشف من الأصل في 2016-03-06. اطلع عليه بتاريخ 2013-07-02.
188. ↑  "Latest wave of resignations as Cabinet, Presidency spokesmen quit". Egypt Independent. 2 يوليو 2013. مؤرشف من الأصل في 2016-03-26.
189. ↑  Kirkpatrick، David D.؛ Hubbard, Ben (2 يوليو 2013). "Morsi Defies Egypt Army's Ultimatum to Bend to Protest". The New York Times. مؤرشف من الأصل في 2019-08-11. اطلع عليه بتاريخ 2013-07-03.
190. ↑  "Morsi tells Egypt army to withdraw ultimatum – Middle East". Al Jazeera English. مؤرشف من الأصل في 2018-08-01. اطلع عليه بتاريخ 2013-08-14.
191. ↑  "Egypt's Mohammed Morsi vows to stay in office". BBC News. 3 يوليو 2013. مؤرشف من الأصل في 2019-08-06.
192. ↑  "Egypt's Morsi says he will not step down – Middle East". Al Jazeera English. مؤرشف من الأصل في 2019-04-17. اطلع عليه بتاريخ 2013-08-14.
193. ↑  "Egypt military chiefs hold crisis talks". The Australian. 3 يوليو 2013. مؤرشف من الأصل في 2020-02-29.
194. ↑  Gordts، Eline (3 يوليو 2013). "Egypt's President Mohammed Morsi, Army Chiefs Prepare For Showdown Hours Ahead of Ultimatum". Huffington Post. مؤرشف من الأصل في 2016-03-04.
195. ↑  "Gun attack on Cairo pro-Morsi rally kills 16: ministry". مؤرشف من الأصل في 2019-02-03.
196. 1 2  "Egypt's Morsi offers consensus government – Middle East". Al Jazeera English. مؤرشف من الأصل في 2019-08-24. اطلع عليه بتاريخ 2013-08-14.

## روابط خارجية
- الأزمة الدستورية في مصر ، موضحة كجدول زمني بسيط